# 2021年のメジャーリーグベースボール
2021年のメジャーリーグベースボール（2021ねんのメジャーリーグベースボール）では2021年のメジャーリーグベースボール（MLB）の出来事における動向をまとめる。
2020年のメジャーリーグベースボール - 2021年のメジャーリーグベースボール - 2022年のメジャーリーグベースボール

## できごと

### 1月
- 3日
  - マイアミ・マーリンズは、ロス・デトワイラーと1年契約[1]。
  - フィル・ヒューズが現役引退を表明[2]。
- 4日
  - サンフランシスコ・ジャイアンツは、カート・カサリと1年契約[3]。
  - ボストン・レッドソックスは、ダニエル・ゴセットを獲得[4]。
  - フィラデルフィア・フィリーズは、ネフタリ・フェリスと契約合意[4]。
- 5日
  - MLBは、MLB傘下のマイナーリーグベースボール(MiLB)AA級、A級の各球団にシーズンの開幕が遅れることを通知[5]。
  - デトロイト・タイガースは、オークランド・アスレチックスからFAのロビー・グロスマンと2年1000万ドルで契約[6]。
  - ロサンゼルス・ドジャースは、FAのブレイク・トレイネンと2年1750万ドルで契約延長[7]。
- 6日
  - シンシナティ・レッズは、テキサス・レンジャーズのアート・ウォーレンを金銭トレードで獲得[8]。
- 7日
  - ニューヨーク・メッツのアーメッド・ロザリオ、アンドレス・ジメネス、ジョシュ・ウルフと、クリーブランド・インディアンスのフランシスコ・リンドーア、カルロス・カラスコが交換トレード[9]。
  - ヒューストン・アストロズは、マイアミ・マーリンズからFAのライン・スタネックと1年契約[10]。
- 9日
  - ワシントン・ナショナルズは、シカゴ・カブスからFAのカイル・シュワーバーと1年1000万ドルで契約[11]。
- 13日
  - ヒューストン・アストロズはロサンゼルス・ドジャースからFAのペドロ・バエズと2年総額1250万ドルの契約に合意[12]。
- 14日
  - ニューヨーク・メッツは、シカゴ・カブスからFAのホセ・マルティネスと分離条項（MLB登録時とMiLB登録時で異なる給与を規定するもの）で1年100万ドルで契約合意。オプションとしてMLBで出場した場合は50万ドル、MiLBの場合は22万5000ドルのインセンティブが支払われる[13]。
  - 前シカゴ・カブスのダニー・ハルツェンが現役引退を表明[14]。
- 15日
  - ニューヨーク・ヤンキースは、FAのDJ・ルメイユと6年9000万ドルで再契約に合意[15]。
  - シカゴ・ホワイトソックスは、オークランド・アスレチックスからFAのリアム・ヘンドリックスと4年5400万ドルで契約合意[16]。
  - ニューヨーク・ヤンキースはテキサス・レンジャーズからFAのコーリー・クルーバーと1年1100万ドルの契約に合意[17]。
  - シカゴ・ホワイトソックスは、ヨエルキ・セスペデスと205万ドルで契約合意[16]。
- 16日
  - ボストン・レッドソックスは、FAのマーティン・ペレスと1年450万ドルで再契約[18]。
- 17日
  - デトロイト・タイガースは、オリックス・バファローズからFAのアデルリン・ロドリゲスをマイナー契約で獲得[19]。
  - ボルチモア・オリオールズは、FAのトム・エシェルマンと再契約[19]。
- 18日
  - シカゴ・カブスは、昨季コロナ禍のため出場を辞退していたミルウォーキー・ブルワーズからFAのシェルビー・ミラーと87万5000ドル、プラス出来高で契約合意[20]。
  - サンディエゴ・パドレス、ピッツバーグ・パイレーツ、ニューヨーク・メッツの三角トレードで、サンディエゴ・パドレスはピッツバーグ・パイレーツからジョー・マスグローブを、ニューヨーク・メッツはサンディエゴ・パドレスからジョーイ・ルケーシーを、ピッツバーグ・パイレーツはサンディエゴ・パドレスからハドソン・ヘッド、オマー・クルーズ、デビッド・ベッドナー、ドレイク・フェローズ、ニューヨーク・メッツからエンディ・ロドリゲスをそれぞれ獲得[21]。
  - ワシントン・ナショナルズは、シカゴ・カブスからFAのジョン・レスターと1年500万ドルで契約[22]。
  - トロント・ブルージェイズは、FAのタイラー・チャットウッドと1年300万ドル、プラス出来高で再契約[22]。
  - フィラデルフィア・フィリーズは、後日発表選手とのトレードでボストン・レッドソックスからC.J.チャタムを獲得[23]。
- 19日
  - トロント・ブルージェイズは、ヒューストン・アストロズからFAのジョージ・スプリンガーと球団史上最高額となる6年1億5000万ドルで契約合意（従来の最高額はバーノン・ウェルズの1億2600万ドル）[24]。
  - ニューヨーク・メッツはGMのジャレッド・ポーター（英語版）を不適切な行動の発覚により解任（後任は代理としてザック・スコット（英語版））[25]。
- 20日
  - ヒューストン・アストロズは同球団からFAのマイケル・ブラントリーと2年総額3200万ドルの再契約に合意[26]。
  - トロント・ブルージェイズは、サンディエゴ・パドレスからFAのカービー・イエーツと1年550万ドルで契約合意[27]。
  - ミネソタ・ツインズは、ニューヨーク・ヤンキースからFAのJ.A.ハップと1年800万ドルで契約合意[28]。
- 21日
  - サンディエゴ・パドレスは同球団からFAのジュリクソン・プロファーと3年2100万ドルの再契約に合意[29]。
  - ミルウォーキー・ブルワーズは、サンフランシスコ・ジャイアンツからFAのダニエル・ロバートソンと1年90万ドル、プラス出来高40万ドルで契約合意[30]。
  - ヒューストン・アストロズは、サンディエゴ・パドレスからFAのジェイソン・カストロと2年700万ドルで契約合意[31]。
- 22日
  - ワシントン・ナショナルズは、FAのライアン・ジマーマンと1年100万ドルで再契約[32]。
  - シカゴ・カブスは、デトロイト・タイガースからFAのオースティン・ロマインと1年150万ドルで契約合意[33]。
- 23日
  - ボストン・レッドソックスは、サンディエゴ・パドレスからFAのギャレット・リチャーズと1年1000万ドルで契約合意[34]。
  - ボストン・レッドソックスは、ロサンゼルス・ドジャースからFAのエンリケ・ヘルナンデスと2年1400万ドルで契約合意[35]。
- 24日
  - ワシントン・ナショナルズは、クリーブランド・インディアンスからFAのブラッド・ハンドと1年1050万ドルで契約合意[36]。
- 25日
  - MLB選手会は、MLBから提案されたナ・リーグのDH制導入とプレーオフの出場チーム拡大を拒否[37]。
  - ボストン・レッドソックスは、後日発表選手または金銭とのトレードでニューヨーク・ヤンキースからアダム・オッタビーノ、フランク・ヘルマンを獲得[38]。
- 26日
  - アメリカ野球殿堂が8年ぶり9度目のBBWAAで該当者なし[39]。
  - フィラデルフィア・フィリーズは同球団からFAのJ.T.リアルミュートと5年1億1550万ドルの再契約に合意。1年あたり2310万ドルは2010年のジョー・マウアーの契約を上回り捕手としては史上最高額[40]。
  - トロント・ブルージェイズはオークランド・アスレチックスからFAのマーカス・セミエンと1年1800万ドルの契約に合意[41]。
- 27日
  - トロント・ブルージェイズは、ショーン・リード＝フォーリー、イェンシー・ディアス（英語版）、ジョシュ・ウィンコウスキーとのトレードで、ニューヨーク・メッツからスティーブン・マッツを獲得[42]。
- 29日
  - フィラデルフィア・フィリーズは、福岡ソフトバンクホークスからFAのマット・ムーアと年俸300万ドルの1年契約で合意[43]。
  - 前コロラド・ロッキーズのダニエル・マーフィーが現役引退を表明[44]。
  - シアトル・マリナーズは、ケン・グリフィー・ジュニアがコミッショナー付シニアアドバイザーに就任したことを発表[45]。
  - セントルイス・カージナルスは、FAのアダム・ウェインライトと1年800万ドルで再契約[46]。
- 30日
  - フィラデルフィア・フィリーズは、FAのディディ・グレゴリウスと2年2800万ドルで再契約[47]。
  - トロント・ブルージェイズは、オークランド・アスレチックスからFAのマーカス・セミエンと1年1800万ドルで契約合意[48]。
- 31日
  - ミネソタ・ツインズは、ロサンゼルス・エンゼルスからFAのアンドレルトン・シモンズと1年1050万ドルで契約合意[49]。

### 2月
- 1日
  - セントルイス・カージナルスは、オースティン・ゴンバー、マテオ・ギル、エレフリス・モンテロ、トニー・ローシー、ジェイク・ソマーズとのトレードで、コロラド・ロッキーズからノーラン・アレナドを獲得[50]。
  - 元ボストン・レッドソックスのダスティン・ペドロイアが現役引退を表明[51]。
  - シカゴ・ホワイトソックスは、FAのカルロス・ロドンと1年300万ドルで再契約[52]。
  - ニューヨーク・メッツは、フェデリコ・ポランコとのトレードで、マイアミ・マーリンズからジョーダン・ヤマモトを獲得[53]。
- 2日
  - シンシナティ・レッズは、ショーン・ドゥーリトルと年俸150万ドルの1年契約[54]。
  - タンパベイ・レイズは、ピッツバーグ・パイレーツからFAのクリス・アーチャーと1年650万ドルで契約合意[55]。
- 3日
  - 前シカゴ・カブスのジョシュ・フェグリーが現役引退を表明[56]。
  - ミネソタ・ツインズは、シカゴ・ホワイトソックスからFAのアレックス・コロメと1年500万ドルで契約合意[57]。
- 4日
  - クリーブランド・インディアンスは、ミネソタ・ツインズからFAのエディ・ロサリオと1年800万ドルで契約合意[58]。
  - ミネソタ・ツインズは、FAのネルソン・クルーズと1年1300万ドルで再契約[59]。
  - ロサンゼルス・エンゼルスは、後日発表選手または金銭とのトレードで、セントルイス・カージナルスからデクスター・ファウラーを獲得[60]。
  - サンフランシスコ・ジャイアンツは、オークランド・アスレチックスからFAのトミー・ラステラと3年1875万ドルで契約合意[61]。
- 5日
  - ロサンゼルス・ドジャースは、シンシナティ・レッズからFAのトレバー・バウアーと3年1億200万ドルで契約合意。2021年が4000万ドル、2022年が4500万ドルで、毎年オプトアウト（契約見直し）が可能となる条項付。年俸4000万ドルはマイク・トラウトの3710万ドルを抜き、史上最高額となる[62][63]。
  - ミルウォーキー・ブルワーズは、セントルイス・カージナルスからFAのコルテン・ウォンと2年1800万ドルで契約合意[64]。
  - ロサンゼルス・エンゼルスは、セントルイス・カージナルスとのトレードでデクスター・ファウラーを獲得[65]。
  - シカゴ・カブスは、ロサンゼルス・ドジャースからFAのジョク・ピーダーソンと1年700万ドルで契約合意[66]。
  - シカゴ・カブスは、ピッツバーグ・パイレーツからFAのトレバー・ウィリアムズと1年250万ドルで契約合意[67]。
- 6日
  - オークランド・アスレチックスのクリス・デービス、ジョナ・ハイム、ディーン・アッカーとテキサス・レンジャーズのエルビス・アンドラス、アラミス・ガルシアが交換トレード[68]。
  - アリゾナ・ダイヤモンドバックスは、オークランド・アスレチックスからFAのホアキム・ソリアと1年350万ドルで契約合意[69]。
  - ヒューストン・アストロズは、年俸調停を回避し、カルロス・コレアと1年1170万ドルで再契約[70]。
- 8日
  - MLB公式球が従来より0.1オンス（約2.8グラム）軽量化される旨を発表[71]。
  - 選手会とMLBが臨時規定に合意。前年同様、ダブルヘッダーの7イニング制と延長戦のタイブレーク制が採用される[72]。
  - ボストン・レッドソックスは、海外FA権を行使した千葉ロッテマリーンズの澤村拓一と2年240万ドルの契約に合意[73]。
  - セントルイス・カージナルスは、FAのヤディアー・モリーナと1年900万ドルで契約合意[74]。
- 9日
  - MLBとMLB選手会は、選手に接触追跡機器の着用を義務付けるなど前年よりも規制を強化した規定を発表[75]。主な規定内容は以下の通り。
    1. キャンプイン前には選手と家族が5日間自宅等で自主隔離することが求められ、シーズン最後まで屋内の娯楽施設や飲食店の利用禁止。遠征時の外出も一部例外を除き禁じられる。
    2. 規定を破った場合は、出場停止とその間の給料没収などの処分が科せられる。
    3. 検査で陽性反応を示した選手には最低10日間の隔離が義務付けられ、濃厚接触者は5日目以降に陰性となれば7日間隔離された上で復帰。
    4. チーム編成は、昨季開幕時に30人だった選手登録が26人になり、9月から28人に拡大される。

  - マイアミ・マーリンズは、アトランタ・ブレーブスからFAのアダム・デュバルと1年500万ドルで契約合意[76]。
- 10日
  - ボストン・レッドソックス、カンザスシティ・ロイヤルズ、ニューヨーク・メッツの3球団間でトレードが成立し、アンドリュー・ベニンテンディがレッドソックスからロイヤルズへ移籍するなどした[77]。
- 11日
  - ニューヨーク・メッツは、トロント・ブルージェイズからFAのジョナサン・ビヤーと1年355万ドルで契約合意[78]。
- 12日
  - MLBは、MLB傘下のMiLB120球団と正式に選手育成などの提携を結んだことを発表。全30球団がいずれも傘下にAAA、AA、2つのAの計4クラスを置く。MiLBとの協約が前年で失効したことに伴い、MLBが進めてきた削減案が完了し、これまでの約160球団から大幅減となった[79]。
  - シカゴ・カブスは、フィラデルフィア・フィリーズからFAのジェイク・アリエータと1年600万ドルで契約合意[80]。
- 13日
  - ロサンゼルス・ドジャースは同球団からFAのジャスティン・ターナーと2年総額3400万ドルの再契約に合意[81]。
- 14日
  - シアトル・マリナーズは、ニューヨーク・ヤンキースからFAのジェームズ・パクストンと1年850万ドルで契約合意[82]。
  - 前ニューヨーク・メッツのジャレッド・ヒューズが現役引退を表明[83]。
- 16日
  - ボストン・レッドソックスは、海外FA権を行使していた澤村拓一の入団を発表[84]。
  - トロント・ブルージェイズは、DFAとなっていた山口俊をFAにしたことを発表[85]。
  - オークランド・アスレチックスのネイト・オルフが現役引退を表明[86]。
- 17日
  - 元クリーブランド・インディアンス他のコディ・アレンが現役引退を表明[87]。
- 18日
  - オークランド・アスレチックスはサンディエゴ・パドレスからFAのトレバー・ローゼンタールと1年1100万ドルの契約に合意[88]。
  - ブライアン・ドージャーが現役引退を表明[89]。
- 20日
  - サンフランシスコ・ジャイアンツは、トロント・ブルージェイズからFAの山口俊とマイナー契約で合意。今季年俸はブルージェイズ側が負担する[90][91]。
  - ニューヨーク・メッツは、トロント・ブルージェイズからFAのタイフアン・ウォーカーと2年2000万ドルで契約合意[92]。
- 21日
  - サンフランシスコ・ジャイアンツは、FAのアーロン・サンチェスと1年400万ドルで契約合意[93]。
- 22日
  - サンディエゴ・パドレスは、フェルナンド・タティス・ジュニアと2034年までの14年3億4000万ドルで契約延長。14年契約はMLB史上最長で、マイク・トラウトの12年4億2650万ドル、ムーキー・ベッツの12年3億6500万ドルに次ぐ大型契約となった[94][95]。
  - シアトル・マリナーズは、岩隈久志らに対し不適切な発言をしたとし、CEOであるケビン・マザー（英語版）の辞任を発表[96]。
  - アリゾナ・ダイヤモンドバックスは、ミネソタ・ツインズからFAのタイラー・クリッパードと1年225万ドルで契約合意[97]。
- 26日
  - 元カンザスシティ・ロイヤルズ他のケルビン・ヘレーラが現役引退を表明[98]。

### 3月
- 4日
  - ミルウォーキー・ブルワーズはボストン・レッドソックスからFAのジャッキー・ブラッドリー・ジュニアと2年総額2400万ドルの契約に合意[99]。
- 5日
  - MLB機構はルー・ゲーリッグの70周忌となる本年6月2日から同日を「ルー・ゲーリッグ・デー」に制定[100]。
- 9日
  - ヒューストン・アストロズはミネソタ・ツインズからFAのジェイク・オドリッジと2年総額2025万ドルの契約に合意[101]。
- 12日
  - シンシナティ・レッズは、クリーブランド・インディアンスとの金銭トレードでマイク・フリーマンを獲得[102]。
  - ピッツバーグ・パイレーツは、サンフランシスコ・ジャイアンツからFAのトレバー・ケーヒルと1年150万ドルで契約[103]。
- 17日
  - この日はセントパトリックス・デーであり、全チームがセントパトリックス・デー仕様のユニフォームを着用し、プレーした。前年のセントパトリックス・デーはCOVID-19の影響でスプリングトレーニングが中断されたため、2年ぶりにセントパトリックス・デー仕様のユニフォームを着用し、プレーした。
- 21日
  - カンザスシティ・ロイヤルズはサルバドール・ペレスと2025年までの4年総額で、球団史上最高額となる8200万ドルで契約延長（従来の最高額はアレックス・ゴードンの7200万ドル）[104]。
- 24日
  - ヒューストン・アストロズはランス・マッカラーズ・ジュニアと2026年までの5年8500万ドルで契約延長[105]。
- 25日
  - マイアミ・マーリンズとマイナー契約を結んでいたジオ・ゴンザレスが現役引退を表明[106]。
- 26日
  - ミネソタ・ツインズのマイク・ベル（英語版）ベンチコーチが腎臓癌により死去[107]。
- 31日
  - ニューヨーク・メッツは、フランシスコ・リンドーアと2031年までの10年3億4100万ドルで契約延長に合意。歴代3番目に高額で遊撃手としてはフェルナンド・タティス・ジュニアを上回る史上最高額の大型契約となった[108][109]。

### 4月
- 1日
  - 公式戦開幕。
  - 史上3番目に多い256人のアメリカ合衆国外出身選手が開幕ロースター入りを果たし、ジャズ・チザム・ジュニアはMLB史上初の開幕ロースター入りを果たしたバハマ出身選手となった[110]。
  - ナショナルズ内に陽性反応者が確認されたため、COVID-19対策のガイドラインに基づき、ワシントン・ナショナルズ対ニューヨーク・メッツ開幕戦が中止[111][112]。
  - ボストン・レッドソックス対ボルチモア・オリオールズ開幕戦が悪天候のため中止[113][114]。
  - デトロイト・タイガースのミゲル・カブレラが雪の中開催されたインディアンスとの開幕戦でシェーン・ビーバーからMLB全体でも2021年シーズン最初の本塁打を記録した[115]。
  - アリゾナ・ダイヤモンドバックスのケーテル・マルテ、アズドルバル・カブレラ、ティム・ロカストロ、スティーブン・ボートが其々本塁打を記録し、開幕戦での1イニング4本塁打のMLB記録を樹立[116]。
  - エンゼルスのアルバート・プホルスがホワイトソックスとの開幕戦に先発出場し、史上4人目となる21年連続開幕戦先発出場を果たした[117]。
  - ミネソタ・ツインズの前田健太が日本人として6人目の開幕投手を務めた（ダルビッシュ有は同日に自身2度目の開幕投手）[118]。
- 2日
  - MLBは黒人有権者の権利を奪うとされているジョージア州の|新投票法に配慮して、予定していたジョージア州アトランタでのMLBドラフトとMLBオールスターゲームの開催地変更を発表した[119]。
- 3日
  - シカゴ・ホワイトソックスのヤーミン・メルセデスがロサンゼルス・エンゼルス戦で開幕から8打席連続安打を記録し、クリス・スタインズ（英語版）の持つ歴代最多記録を更新[120]。
  - シンシナティ・レッズのニック・カステヤノスがジェイク・ウッドフォードから死球を受けて出塁し、パスボールの間に本塁に帰塁しタッチアウトになったが、その際にウッドフォードを恫喝し、両チーム入り乱れる乱闘となり、カステヤノスは退場となった[121]。
- 4日
  - ロサンゼルス・エンゼルスの大谷翔平が「2番・投手」で出場。1901年以降「2番・投手」で出場したのは、1903年のジャック・ダンリービー（英語版）（カージナルス）以来118年ぶり2人目。ア・リーグにDH制が導入された1973年以降、投手がDH解除で先発し本塁打を放ったのは史上初[122]。
- 6日
  - ニューヨーク・ヤンキースは、ジョシュ・ストワーズ、アントニオ・カブレロと金銭とのトレードで、テキサス・レンジャーズからルーグネッド・オドーアを獲得[123]。
- 8日
  - シカゴ・カブスのクレイグ・キンブレルが通算350セーブを達成。史上12人目[124]。
- 9日
  - サンディエゴ・パドレスのジョー・マスグローブが、対テキサス・レンジャーズ戦で球団史上初となるノーヒットノーランを達成[125][126]。史上244人目、306回目。
- 10日
  - アリゾナ・ダイヤモンドバックスのティム・ロカストロがシンシナティ・レッズ戦で失敗なしで通算28盗塁を記録、ティム・レインズの持つ歴代最多記録を更新（記録は29で途切れた）[127]。
- 12日
  - 前日にミネソタ州ブルックリンセンター（英語版）で発生したダンテ・ライト射殺事件を受けて、ミネソタ・ツインズ対ボストン・レッドソックスの試合が中止[128]。
- 13日
  - クリーブランド・インディアンスのシェーン・ビーバーがMLB史上史上6人目となる開幕から3試合連続の2桁奪三振[129]。
  - セントルイス・カージナルスのポール・ゴールドシュミットがワシントン・ナショナルズ戦で史上234人目となる通算250本塁打を達成[130]。
- 14日
  - シカゴ・ホワイトソックスのカルロス・ロドンが、対クリーブランド・インディアンス戦でノーヒットノーランを達成[131]。史上245人目、307回目。
  - セントルイス・カージナルスのヤディアー・モリーナが、捕手として通算2000試合出場を達成。捕手史上6人目。通算2000安打と2000試合出場を達成したのは捕手史上5人目。1球団での達成は史上初[132][133]。
- 15日
  - この日はジャッキー・ロビンソン・デーであり、全チームがジャッキー・ロビンソンの現役時代の背番号である42を着用しプレーした。
- 17日
  - ニューヨーク・メッツのジェイコブ・デグロムがコロラド・ロッキーズ戦で史上10人目となる9者連続奪三振を記録[134]。
  - アトランタ・ブレーブスのショーン・カズマー・ジュニア（英語版）が史上9番目に長いブランクとなる12年206日ぶりにMLBの試合に出場[135]。
- 18日
  - ヤンキースのジェイ・ブルースが同日の試合を以って現役引退を表明[136]。
  - クリーブランド・インディアンスのシェーン・ビーバーがMLB新記録となる開幕から4試合連続2桁奪三振を達成[137]。
  - カンザスシティ・ロイヤルズのグレッグ・ホランドがトロント・ブルージェイズ戦で史上418人目となる通算500試合登板を達成[138]。
- 20日
  - ニール・ウォーカーが現役引退を表明した[139]。
  - ミルウォーキー・ブルワーズのコービン・バーンズが、与四球0のまま40奪三振を達成。1901年以降、連続した4先発で「奪三振40以上かつ与四球0」を記録したのは史上初（従来の記録は2013年アダム・ウェインライトの35奪三振）[140]。
- 23日
  - フェルナンド・タティス・ジュニアがドジャー・スタジアムでのドジャース戦で1試合2本塁打を記録し、22年前には同じドジャー・スタジアムで父親のフェルナンド・タティス・シニアが1イニングで2本の満塁本塁打を記録していたため、MLB史上初の同じ日・同じ球場で2本の本塁打を記録した親子となった[141]。
- 26日
  - コロラド・ロッキーズのジェフ・ブリディッチGMが成績不振で辞任[142]。
  - 4月第3週プレイヤー・オブ・ザ・ウィーク（英語版）が発表され、ア・リーグはアドリス・ガルシア、ナ・リーグはフェルナンド・タティス・ジュニアとマディソン・バンガーナーが選出された[143]。
- 27日
  - ブラディミール・ゲレーロ・ジュニアがMLB史上最年少での1試合3本塁打7打点を記録した[144]。
  - ヘクター・ロンドンの現役引退が発表された[145]。
- 28日
  - ジェリー・ブレビンスが現役引退を表明した[146]。
  - ブルワーズからDFAとなっていたジェイコブ・ノッティンガムがウェイバー公示を経てマリナーズへ移籍し、ブランドン・ブレナンがDFAとなった[147]。
- 30日
  - 過去の性的に違法な調査が入ったため、ロベルト・アロマーがMLBの不適切リストに入り[148]、ロジャーズ・センターにあるアロマーのモニュメントも撤去された[149]。
  - シンシナティ・レッズのジョーイ・ボットが球団史上3人目となる通算300本塁打を達成[150]。

### 5月
- 3日
  - マイアミ・マーリンズのポール・キャンベル（英語版）が禁止薬物（テストステロンの一種）の陽性反応により80試合出場停止処分[151]。
- 4日
  - ロナルド・アクーニャ・ジュニアがMLB全体でも最速となるシーズン10号本塁打を記録[152]。
- 5日
  - トロント・ブルージェイズが6月1日からの暫定本拠地を前年にも使用したセーレン・フィールドにすることを発表した[153]。
  - ボルチモア・オリオールズのジョン・ミーンズが、対シアトル・マリナーズ戦で球団史上10回目、1人での達成は1969年のジム・パーマー以来となるノーヒットノーランを達成[154]。三振振り逃げのみの達成は史上初。史上246人目、308回目。
  - ワシントン・ナショナルズのカイル・フィネガンがMLB史上102人目の三者連続三球三振を記録[155]。
- 7日
  - デトロイト・タイガースのミゲル・カブレラがMLB通算2873安打を記録し、ベーブ・ルースを抜き、MLB歴代通算安打数で45位となった[156]。また、タイガースは同日にエラスモ・ラミレスのMLB昇格に伴い、バック・ファーマーをDFA、ウィルソン・ラモスが腰椎の痛みで故障者リスト入りに伴い、ジェイク・ロジャースが2年ぶりのMLB昇格となった[157]。
  - オークランド・アスレチックスとボストン・レッドソックスがMLB最速でシーズン20勝を記録した[158]。
  - シンシナティ・レッズのウェイド・マイリーが、対クリーブランド・インディアンス戦でノーヒットノーランを達成[159]。史上247人目。309回目。
  - タンパベイ・レイズはライアン・ヤーブローがCOVID-19ワクチンの副作用でCOVID-19特例故障者リスト入りしたことに伴い、ケバン・スミスがMLBに昇格した[160]。
- 8日
  - 母の日のため、全球団がピンクの野球帽と靴下でプレーした。前年の母の日はCOVID-19の影響で試合開催が無かったため、2年ぶりに母の日に試合が行われた[161][162]。
  - ワシントン・ナショナルズのマックス・シャーザーが通算100回目の1試合10奪三振を達成[163]。
  - ニューヨーク・メッツのフランシスコ・リンドーアが通算100盗塁を達成[164]。
  - ミルウォーキー・ブルワーズのジョシュ・ヘイダーがMLB史上最速で通算400奪三振を記録[165]。
- 9日
  - サンフランシスコ・ジャイアンツのエバン・ロンゴリアがサンディエゴ・パドレス戦で史上190人目となる通算400二塁打を達成[166]。
- 10日
  - プレイヤー・オブ・ザ・ウィークが発表され、両リーグ共にノーヒットノーランを達成したウェイド・マイリー、ジョン・ミーンズが初受賞した[167]。
- 11日
  - タンパベイ・レイズは筒香嘉智をDFAとし、ケビン・パドロ（英語版）をメジャーに昇格させた[168]。
  - ジョーダン・ジマーマンが現役引退を表明した[169]。
- 12日
  - ニューヨーク・ヤンキースのゲリット・コールが史上2番目の早さで通算1500奪三振を達成[170]。
  - デトロイト・タイガースのミゲル・カブレラがMLB通算2878安打を記録し、オマー・ビスケルを抜き、MLB歴代通算安打数で43位、ベネズエラ出身選手では最多となった[171]
- 13日
  - シアトル・マリナーズはジャレッド・ケルニック、ローガン・ギルバート、ポール・シーウォルドをメジャーに昇格、ニック・マーゲビチウスを胸郭出口症候群で60日間の故障者リスト入り、テイラー・トランメル、アーロン・フレッチャー、ワイアット・ミルズ（英語版）をオプションでAAA級タコマ・レイニアーズに降格、ブレイデン・ビショップをDFAとした[172]。
  - ミルウォーキー・ブルワーズのコービン・バーンズの開幕から続いていた無四球での連続三振記録が58で途切れた[173]
- 14日
  - アトランタ・ブレーブスとマイナー契約を結んでいたタイラー・フラワーズが現役引退を表明した[174]。
  - シアトル・マリナーズはエバン・ホワイト、タイ・フランスを10日間の故障者リスト入り、ジャック・メイフィールド、ドニー・ウォルトン（英語版）をMLBに昇格させた[175]。
  - セントルイス・カージナルスはポール・デヨングを肋骨骨折で10日間の故障者リスト入り、マックス・モロフをメジャーに昇格、ジョーダン・ヒックスを60日間の故障者リスト入りとした[176]。
  - アリゾナ・ダイヤモンドバックスはアズドルバル・カブレラを10日間の故障者リスト入り、ニック・ヒースをメジャーに昇格とした[177]。
- 15日
  - アトランタ・ブレーブスのフレディ・フリーマンがミルウォーキー・ブルワーズ戦で史上235人目（球団史上6人目）となる通算250本塁打を達成[178]。
  - ロサンゼルス・ドジャースは、後日発表選手または金銭とのトレードでタンパベイ・レイズからDFAの筒香嘉智を獲得[179]。
  - アリゾナ・ダイヤモンドバックスはカーソン・ケリー、J.B.ブカウスカスを10日間の故障者リスト入り、クリス・デベンスキーを60日間の故障者リスト入り、ドミンゴ・レイバ（英語版）、ヨアン・ロペス、ジョー・マンティプリーをメジャー昇格とした[180]。
- 16日
  - ロサンゼルス・ドジャースはコーリー・シーガーを10日間の故障者リストに入れ、キーバート・ルイーズをメジャーに昇格させた[181]。
- 17日
  - ロサンゼルス・ドジャースは、ロサンゼルス・エンゼルスからFAのアルバート・プホルスと契約合意[182]。
  - ニューヨーク・ヤンキースのゲリット・コールが無四球での59連続三振のMLB記録を樹立[183]。
  - プレイヤー・オブ・ザ・ウィークが発表され、ニューヨーク・ヤンキースのアーロン・ジャッジ、コロラド・ロッキーズのジョシュ・フエンテスが受賞した[184]。
- 18日
  - デトロイト・タイガースのスペンサー・ターンブルが、対シアトル・マリナーズ戦でノーヒットノーランを達成[185]。史上248人目、310回目。
  - シカゴ・カブスのクレイグ・キンブレルがワシントン・ナショナルズ戦で史上234人目となる通算600試合登板を達成[186]。
- 19日
  - ニューヨーク・ヤンキースのコーリー・クルーバーが、対テキサス・レンジャーズ戦で球団では22年ぶりのノーヒットノーランを達成[187]。2日連続での達成は1969年以来52年ぶり。史上249人目、311回目。
  - フィラデルフィア・フィリーズのアンドリュー・マカッチェンがマイアミ・マーリンズ戦で史上236人目となる通算250本塁打を達成[188]。
- 20日
  - ボストン・レッドソックスのJ.D.マルティネスがタンパベイ・レイズ戦で史上237人目となる通算250本塁打を達成[189]。
- 21日
  - ヒューストン・アストロズのジョー・スミスがテキサス・レンジャーズ戦で史上52人目となる通算800試合登板を達成[190]。
- 24日
  - プレイヤー・オブ・ザ・ウィークが発表され、ア・リーグはヤンキースのクルーバーとタイガースのターンブル、ナ・リーグはブレーブスのライリーが受賞した[191]。
- 25日
  - カンザスシティ・ロイヤルズのカルロス・サンタナが戦で史上238人目となる通算250本塁打を達成[192]。
  - ジョー・ウェスト審判員が史上最多の通算5376試合出場を樹立[193]。
- 27日
  - ロサンゼルス・ドジャースのデビッド・プライスがサンフランシスコ・ジャイアンツ戦で史上84人目となる通算2000奪三振を達成[194]。
- 28日
  - シンシナティ・レッズのブラッド・ブラックがシカゴ・カブス戦で史上419人目となる通算500試合登板を達成[195]。
- 29日
  - MLBが通算200万得点に到達[196]。

### 6月
- 1日
  - トロント・ブルージェイズはこの日から暫定本拠地を去年も使用したバッファローのセーレン・フィールドとなり、球場のアップグレードも行った[197]。当日開催されたマーリンズ戦で106日ぶりにバッファローでの公式戦を開催した[197]。
- 2日
  - 2021年より制定された筋萎縮性側索硬化症（ALS）を患ったルー・ゲーリッグを称える「ルー・ゲーリッグ・デー」を初開催[198]。選手はゲーリッグの背番号「4」にちなみ、「4－ALS」のロゴが入ったワッペンやリストバンドを着用してプレーした。ALS患者支援のための活動も行われた[199]。
  - サンフランシスコ・ジャイアンツは傘下のAAA級サクラメント・リバーキャッツに所属する山口俊をFAとした[200]。山口は自身のInstagramで日本への帰国を発表[201]。
- 3日
  - MLBオールスターゲームの投票開始[202]。
- 5日
  - フィラデルフィア・フィリーズのアンドリュー・マカッチェンがワシントン・ナショナルズ戦で史上342人目となる通算1000得点を達成[203]。
- 7日
  - プレイヤーズ・オブ・ザ・ウィークが発表され、ボルチモア・オリオールズのライアン・マウントキャッスル、シカゴ・カブスのパトリック・ウィズダムが受賞した[204]。
- 8日
  - テキサス・レンジャーズのクリス・デービスがDFA[205]。
- 14日
  - プレイヤーズ・オブ・ザ・ウィークが発表され、ロサンゼルス・エンゼルスのマックス・スタッシ、マイアミ・マーリンズのスターリング・マルテが受賞した[206]。
  - MLBオールスターゲームの第1回中間発表[207]。
  - ボストン・レッドソックスは、金銭とのトレードでシアトル・マリナーズからヤックセル・リオスを獲得[208]。
  - ミネソタ・ツインズの前田健太が日本人史上7人目のNPB/MLB通算2000奪三振[209]。
- 15日
  - デトロイト・タイガースのミゲル・カブレラがカンザスシティ・ロイヤルズ戦で史上22人目となる通算5000塁打を達成[210]。
- 20日
  - アトランタ・ブレーブスのロナルド・アクーニャ・ジュニアが通算100本塁打を達成[211]。
- 21日
  - プレイヤーズ・オブ・ザ・ウィークが発表され、ロサンゼルス・エンゼルスの大谷翔平、ワシントン・ナショナルズのカイル・シュワーバーが受賞した[212]。
  - サンディエゴ・パドレスのダルビッシュ有がMLB通算1500奪三振。197試合、1216回1/3での到達は史上最速[213]。
- 22日
  - アトランタ・ブレーブスのチャーリー・モートンが通算100勝を達成[214]。
  - ミルウォーキー・ブルワーズを同日にFAとなったディラン・コーゼンズが野球選手からの引退を表明し、NFLでのプレーを目指してフットボール選手へ転向することを明言した[215]。
- 23日
  - ロサンゼルス・エンゼルス対サンフランシスコ・ジャイアンツ戦で、史上初のア・リーグのチームがDHを解除し、ナ・リーグのチームがDHを採用[216]。
- 24日
  - シカゴ・カブスがロサンゼルス・ドジャース戦で史上15度目となる継投によるノーヒットノーランを達成（投手はザック・デイビーズ、ライアン・テペラ、アンドリュー・チェイフィン、クレイグ・キンブレル）[217]。
- 25日
  - フィラデルフィア・フィリーズのアーロン・ノラがニューヨーク・メッツ戦で史上3人目となる10者連続奪三振を記録[218]。
  - セントルイス・カージナルスのノーラン・アレナドがピッツバーグ・パイレーツ戦で史上239人目となる通算250本塁打を達成[219]。
- 27日
  - 6月21日から登板した全投手に対する粘着物質の不正使用の取り締まり（英語版）が始まり、シアトル・マリナーズのヘクター・サンティアゴが初めて退場処分を受けた[220]。
- 28日
  - プレイヤーズ・オブ・ザ・ウィークが発表され、トロント・ブルージェイズのブラディミール・ゲレーロ・ジュニア、サンティアゴ・パドレスのジェイク・クロネンワースが受賞した[221]。
- 29日
  - サンフランシスコ・ジャイアンツのグレゴリー・サントスが禁止薬物（スタノゾロール）の陽性反応により80試合出場停止処分[222]。
- 30日
  - シンシナティ・レッズのジョーイ・ボットがサンディエゴ・パドレス戦で史上294人目となる通算1000打点を達成[223]。
  - ワシントン・ナショナルズのトレイ・ターナーがタンパベイ・レイズ戦で史上5人目となる通算3度目のサイクル安打を達成[224]。

### 7月
- 1日
  - オールスターゲーム選出選手が発表された[225]。
  - この日はカナダ・デーであり、トロント・ブルージェイズがカナダ・デー仕様のユニフォームを着用し、プレーした。前年のカナダ・デーはCOVID-19の影響で中断されたため、2年ぶりにカナダ・デー仕様のユニフォームを着用し、プレーした[226]。
- 2日
  - ボストン・レッドソックスのアダム・オッタビーノがオークランド・アスレチックス戦で史上420人目となる通算500試合登板を達成[227]。
- 4日
  - この日はインディペンデンス・デイであり、インディペンデンス・デイ仕様の帽子を着用し、プレーした。前年のインディペンデンス・デイはCOVID-19の影響でシーズンが中断されたため、2年ぶりにインディペンデンス・デイ仕様の帽子を着用し、プレーした。
  - オールスターゲーム選出全選手が発表された[228]。
- 5日
  - ロサンゼルス・ドジャースのアルバート・プホルスがマイアミ・マーリンズ戦で史上4人目となる通算6000塁打を達成[229]。
- 6日
  - プレイヤー・オブ・ザ・ウィークが発表され、アメリカン・リーグはロサンゼルス・エンゼルスの大谷翔平、ナショナル・リーグはアトランタ・ブレーブスはオジー・アルビーズが受賞した[230]。
- 7日
  - ニューヨーク・メッツのジェイコブ・デグロムが通算1500奪三振を記録、選出されていたオールスターゲームへの参加を休養を理由に辞退した[231]。
  - ロサンゼルス・ドジャースはクレイトン・カーショウを左前腕部の炎症で10日間の故障者リスト入り[232]、そのカーショウの故障者リスト入りに伴い、ミッチ・ホワイトをメジャーに昇格し、筒香嘉智を40人枠から外した[233]。
  - 大谷翔平がシーズン32本目の本塁打、MLBの日本人野手シーズン本塁打数記録を更新[234]。
- 8日
  - サンディエゴ・パドレスのダニエル・カマレナが1970年9月4日にマイク・コーキンス（英語版）が記録して以来球団史上2人目の満塁本塁打、中継ぎ投手の満塁本塁打としては球団史上初、1985年9月12日のパイレーツのドン・ロビンソン（英語版）がカブス戦で記録して以来のことだった[235]。
  - サンディエゴ・パドレスのフェルナンド・タティス・ジュニアが本塁打を記録し、前半戦で28本記録した初の遊撃手となり[236]、史上最年少で前半戦20本塁打20盗塁も記録した[237]。
  - サンディエゴ・パドレスのクレイグ・スタメンが通算500試合登板を記録[238]。
  - ヒューストン・アストロズのカルロス・コレアとホセ・アルトゥーベが選出されていたオールスターへの参加を辞退することを発表した[239]。
- 10日
  - オークランド・アスレチックスのジェイク・ディークマンがテキサス・レンジャーズ戦で史上422人目となる通算500試合登板を達成[240]。
- 11日
  - MLBドラフトの初日[241]、全体1位でルイビル大学のヘンリー・デービスが指名された[242]。
  - マイアミ・マーリンズのパブロ・ロペスがアトランタ・ブレーブス戦で史上12人目（初回先頭打者からは2人目）となる9者連続奪三振を記録[243]。
- 12日
  - プレイヤー・オブ・ザ・ウィークが発表され、アメリカン・リーグはロサンゼルス・エンゼルスのデビッド・フレッチャー、ナショナル・リーグはロサンゼルス・ドジャースのA.J.ポロックが受賞[244]。
  - オールスターゲームのスターティングメンバーが発表された[245]。
  - ホームランダービーが開催され[246]、ニューヨーク・メッツのピート・アロンソが史上3人目の連覇[247]。
  - シアトル・マリナーズの菊池雄星とニューヨーク・ヤンキースのゲリット・コールが選出されていたオールスターゲームを辞退し、代替選手としてタンパベイ・レイズのアンドリュー・キットレッジとミネソタ・ツインズのテイラー・ロジャースが選出された[248]。
- 13日
  - MLBドラフト終了
  - オールスターゲームが開催され、アメリカンリーグが8連勝を果たし[249]、MVPには3回表に本塁打を記録したブルージェイズのブラディミール・ゲレーロ・ジュニアが史上最年少で受賞した[250]。
- 16日
  - トロント・ブルージェイズは、カナダ政府からの許可を受け、7月31日以降は本拠地のロジャース・センターで試合開催することを発表した[251]。
  - トロント・ブルージェイズは1巡目指名したガナー・ホグランドと契約を結んだ[252]。
  - トロント・ブルージェイズのライアン・ボルッキが60日間の故障者リストから復帰し、ジョエル・パヤンプスをDFAとした[253]。
  - サンディエゴ・パドレスがナショナルズ戦で球団史上最多得点の24を記録し、同時にジェイク・クロネンワースが球団史上3人目となるサイクル安打を達成した[254]。
- 18日
  - セントルイス・カージナルスのアレックス・レイエスがMLB記録となる24連続セーブ成功を達成した[255]。
- 19日
  - プレイヤー・オブ・ザ・ウィークが発表され、アメリカン・リーグはシアトル・マリナーズのミッチ・ハニガー、ナショナル・リーグはミルウォーキー・ブルワーズのウィリー・アダメスが受賞した[256]。
- 21日
  - ニューヨーク・ヤンキースのジャスティン・ウィルソンがフィラデルフィア・フィリーズ戦で史上423人目となる通算500試合登板を達成[257]。
  - ニューヨーク・ヤンキースのアロルディス・チャップマンがフィラデルフィア・フィリーズ戦で史上235人目となる通算600試合登板を達成[258]。
  - シカゴ・ホワイトソックスのイェルミン・メルセデスが自身のインスタグラムで現役引退を表明した[259]。
  - ボストン・レッドソックスのアレックス・コーラが監督通算250勝。球団史上14人目[260]。
- 22日
  - ミネソタ・ツインズとタンパベイ・レイズでトレードが成立し、ツインズのネルソン・クルーズとカルビン・ファウチャーがレイズへ、ジョー・ライアン、ドリュー・ストロットマン（英語版）がツインズへ移籍した[261]。
  - 前日に現役引退を表明したシカゴ・ホワイトソックスのイェルミン・メルセデスが引退を撤回した[262]。
  - クリーブランド・インディアンスが2022年シーズンからチーム名をクリーブランド・ガーディアンズへ変更することを発表した[263]。
- 23日
  - ボストン・レッドソックスのラファエル・デバースが通算100本塁打を達成した[264]。
- 26日
  - プレイヤー・オブ・ザ・ウィークが発表され、アメリカン・リーグはボストン・レッドソックスのエンリケ・ヘルナンデス、ナショナル・リーグはロサンゼルス・ドジャースのクリス・テイラーが受賞した[265]。
- 28日
  - シアトル・マリナーズは不適切発言で辞任したケビン・マザー（英語版）の後任としてケイティ・グリッグズがMLBの球団としては初となる女性として球団社長就任[266][267]。
- 29日
  - ニューヨーク・ヤンキースのグレン・オット、エセキエル・デュラン、トレバー・ハウバー（英語版）、ジョシュ・スミスと、テキサス・レンジャーズのジョエリー・ロドリゲス、または金銭が交換トレード[268]。
  - ニューヨーク・ヤンキースは、後日発表選手とのトレードでシカゴ・カブスのアンソニー・リゾを獲得[269]。
  - シアトル・マリナーズのヘクター・サンティアゴが薬物違反で80試合の出場停止処分[270]。
- 30日
  - シンシナティ・レッズのジョーイ・ボットがニューヨーク・メッツ戦で史上8人目となる7試合連続本塁打を記録[271]。
  - ボストン・レッドソックスのアルド・ラミレスとワシントン・ナショナルズのカイル・シュワーバーが交換トレード[272]。
  - トロント・ブルージェイズのライリー・アダムスとワシントン・ナショナルズのブラッド・ハンドが交換トレード[273]。
  - ニューヨーク・メッツ傘下のピート・クロウ＝アームストロングとシカゴ・カブスのハビアー・バエズ、トレバー・ウィリアムズが交換トレード[274]。
  - シカゴ・カブスのクリス・ブライアント、ジョエリー・ロドリゲス、金銭とサンフランシスコ・ジャイアンツのアレクサンダー・カナリオ、ケイレブ・キリアンが交換トレード[275]。
  - セントルイス・カージナルスのレーン・トーマスとワシントン・ナショナルズのジョン・レスターが交換トレード[276]。
  - ワシントン・ナショナルズのスターリン・カストロがDVの規定に違反したとして30試合の出場停止処分と罰金処分が科され、制限リストに登録された[277]。
  - トロント・ブルージェイズは670日ぶりにカナダの本拠地トロントのロジャース・センターで公式戦を開催した[278]。

### 8月
- 5日
  - フィラデルフィア・フィリーズのブライス・ハーパーがワシントン・ナショナルズ戦で史上240人目となる通算250本塁打を達成[279]。
  - セントルイス・カージナルスのアンドリュー・ミラーがアトランタ・ブレーブス戦で史上236人目となる通算600試合登板を達成[280]。
- 6日
  - オークランド・アスレチックスのラモン・ラウレアーノが禁止薬物であるナンドロロンの陽性反応を示し、80試合の出場停止処分を受けた[281]。
- 11日
  - ミルウォーキー・ブルワーズのコービン・バーンズがカブス戦でMLBタイ記録の10者連続奪三振を達成。史上4人目[282]。
- 12日
  - ヤンキースとホワイトソックスがMLBアット・フィールド・オブ・ドリームスを開催し、MLB史上初めてアイオワ州でMLB公式戦が開催された。アイオワでのMLB公式戦初本塁打はホワイトソックスのホセ・アブレイユが記録した[283]。試合はティム・アンダーソンのサヨナラ本塁打でホワイトソックスが勝利した[284]。尚、同日に開かれた映画「フィールド・オブ・ドリームス」主演のケビン・コスナーを交えた記者会見でコミッショナーのマンフレッドが翌年もフィールド・オブ・ドリームスを開催することを発表した[285]。
  - ミルウォーキー・ブルワーズのルイス・ウリアスがシカゴ・カブス戦で歴代最多タイで史上16人目となる1試合5長打を記録[286]。
- 14日
  - アリゾナ・ダイヤモンドバックスのタイラー・ギルバートがパドレス戦でノーヒットノーランを達成。初先発での達成は史上4人目[287]。
  - ピッツバーグ・パイレーツのケビン・ニューマンがミルウォーキー・ブルワーズ戦で歴代最多タイとなる1試合4二塁打を記録[288]。
  - ロサンゼルス・ドジャースは傘下AAA所属の筒香嘉智をFAとした。
- 16日
  - シカゴ・ホワイトソックスのクレイグ・キンブレルがオークランド・アスレチックス戦で中継ぎ投手として史上11人目、かつ当時史上最速となる612投球回で通算1000奪三振を達成（従来の最速記録はビリー・ワグナーの757投球回）[289]。
  - プレイヤー・オブ・ザ・ウィークが発表され、アメリカン・リーグはブルージェイズのテオスカー・ヘルナンデス、ナショナル・リーグはダイヤモンドバックスのタイラー・ギルバートが受賞した[290]。
  - ピッツバーグ・パイレーツがFAの筒香嘉智を獲得し、ジョン・ノゴースキーをDFAとした[291]。
  - シンシナティ・レッズのジョーイ・ボットがカブス戦で球団史上5人目となる通算2000本安打を達成した。同一シーズンに通算2000本安打・300本塁打・1000打点を達成したのは1971年のビリー・ウィリアムズ以来だった[292]。
- 18日
  - サンフランシスコ・ジャイアンツのジェイク・マギーがニューヨーク・メッツ戦で史上237人目となる通算600試合登板を達成[293]。
  - パイレーツ、ツインズでプレーしたクリス・ジョンソンが現役引退を表明した[294]。
- 19日
  - アトランタ・ブレーブスのフレディ・フリーマンがマーリンズ戦でキャリア2度目となるサイクル安打を達成した[295]。
- 20日
  - アリゾナ・ダイヤモンドバックスのアズドルバル・カブレラがコロラド・ロッキーズ戦で史上191人目となる通算400二塁打を達成[296]。
  - MLBはシカゴ・カブスとシンシナティ・レッズの対戦で2022年8月11日に2022フィールド・オブ・ドリームスを開催することを発表した[297]。
- 22日
  - デトロイト・タイガースのミゲル・カブレラが通算500本塁打。史上28人目[298]、球団史上初、ベネズエラ出身選手としても初[299]。
  - エンゼルスとインディアンスがMLBリトルリーグクラシック（英語版）を開催し、インディアンスが勝利した[300]。同日には翌年にレッドソックスとオリオールズで同シリーズを開催することを発表した[301]。
- 23日
  - プレイヤー・オブ・ザ・ウィークが発表され、アメリカン・リーグはヤンキースのルーク・ボイド、ナショナル・リーグはシンシナティ・レッズのタイラー・ネイキンが受賞した[302]。
- 24日
  - セントルイス・カージナルスは、ヤディアー・モリーナと1年1000万ドルで契約延長し[303]、球団側から2022年で引退することも発表された[304]
- 25日
  - ロサンゼルス・ドジャースのケンリー・ジャンセンがサンディエゴ・パドレス戦で中継ぎ投手として史上12人目となる通算1000奪三振を達成[305]。
  - フィラデルフィア・フィリーズのザック・ウィーラーが2021年シーズンではMLB最速、球団史上でも3番目に早い26先発以下でのシーズン200奪三振を記録した[306]。
  - セントルイス・カージナルスのヤディアー・モリーナが記者会見を行い、正式に2022年で現役引退をすることを表明した[307]。
  - MLBはポストシーズンの日程を発表した[308]。
- 26日
  - ボストン・レッドソックスのクリス・セールが三者連続三球三振を達成した[309]。
  - ニューヨーク・ヤンキースのアロルディス・チャップマンが史上31人目の通算300セーブを達成した[310]。
  - カンザスシティ・ロイヤルズのアービン・サンタナがシアトル・マリナーズ戦で史上265人目となる通算150勝を達成[311]。
- 27日
  - ピッツバーグ・パイレーツの筒香嘉智がセントルイス・カージナルス戦で歴代最多タイで史上3人目となる3打数連続代打本塁打を記録[312]。
  - ボストン・レッドソックスのエンリケ・ヘルナンデスがCOVID-19に陽性反応、クリスチャン・アローヨは濃厚接触と判明し、COVID-19特例故障者リスト入りし[313]、ジャイロ・ムニョス、ジョナサン・アラウスを昇格させた[314]。
- 28日
  - ロサンゼルス・エンゼルスのジャスティン・アップトンがサンディエゴ・パドレス戦で史上295人目となる通算1000打点を達成[315]。
  - アトランタ・ブレーブスのジェシー・チャベスがサンフランシスコ・ジャイアンツ戦で史上424人目となる通算500試合登板を達成[316]。
- 30日
  - トロント・ブルージェイズは故障者リスト入りしていたジョージ・スプリンガーを復帰させ、オプションでジョシュ・ パラシオスを降格させた[317]。
- 31日
  - トロント・ブルージェイズは故障者リスト入りしていたダニー・ジャンセンを復帰させ、ブラッド・ハンドをDFA、トレント・ソーントンをオプションで降格、エルビス・ルシアーノ、グレゴリー・ポランコとマイナー契約を結んだ[318]。

### 9月
- 1日
  - セントルイス・カージナルスはブランドン・ディクソン、アリ・サンチェス（英語版）をメジャーに昇格させた[319]。
- 2日
  - ニューヨーク・メッツは、トロント・ブルージェイズからDFAとなっていたブラッド・ハンドを獲得[320]。
- 3日
  - セントルイス・カージナルスのアダム・ウェインライトとヤディアー・モリーナがミルウォーキー・ブルワーズ戦で史上4組目となる通算300試合の先発バッテリーを達成[321]。
- 4日
  - アトランタ・ブレーブスのオジー・アルビーズがコロラド・ロッキーズ戦でシーズン25本塁打を記録、フレディ・フリーマン、オースティン・ライリー、ダンズビー・スワンソンとあわせて、史上2組目となる内野手全員が同記録を達成[322]。
- 5日
  - シカゴ・カブス対ピッツバーグ・パイレーツ戦（リグレー・フィールド）でMLB史上初となる1試合3本の逆転満塁本塁打。1試合3満塁本塁打は史上5試合目[323]。
- 6日
  - ボストン・レッドソックスは、ロサンゼルス・エンゼルスをFAとなったホセ・イグレシアスを獲得。イグレシアスは2013年以来8年ぶりのレッドソックス復帰[324]。
- 7日
  - ニューヨーク・メッツのピート・アロンソがマイアミ・マーリンズ戦で通算100本塁打を史上2番目に早い347試合で達成（ライアン・ハワードの325試合に次ぐ）[325]。
- 9日
  - オークランド・アスレチックスのセルジオ・ロモがシカゴ・ホワイトソックス戦で史上6人目となる通算200ホールドを達成。
- 11日
  - ミルウォーキー・ブルワーズのコービン・バーンズとジョシュ・ヘイダーがインディアンス戦で継投でのノーヒットノーランを達成した。MLB全体では9度目、球団としては1987年以来2度目の快挙だった[326]。尚、対戦相手のインディアンスはMLB史上初のシーズン3度のノーヒットノーランをされたチームとなった[327]。
- 12日
  - ロサンゼルス・ドジャースのマックス・シャーザーが、対サンディエゴ・パドレス戦で通算3000奪三振を達成[328]。史上19人目。また、2回には三者連続三球三振を達成。自身3度目で、3度達成はサンディー・コーファックスに並びMLB最多タイ記録[329]。
- 14日
  - ミルウォーキー・ブルワーズからFAとなっていたライアン・ブラウンが現役引退を表明[330]。
- 16日
  - シカゴ・ホワイトソックス対ロサンゼルス・エンゼルス戦（ギャランティード・レート・フィールド）でホワイトソックスのマイク・ライトがエンゼルスの大谷翔平に死球を与え、これが故意死球と見做され退場。これに対し審判団に抗議した同監督のトニー・ラルーサも今季3度目、通算91度目の退場[331]。
- 19日
  - アトランタ・ブレーブスのエディ・ロザリオがサンフランシスコ・ジャイアンツ戦でサイクル安打を達成[332]。
  - MLBは、9月16日のシカゴ・ホワイトソックス対ロサンゼルス・エンゼルス戦で、ホワイトソックスのマイク・ライトがエンゼルスの大谷翔平に故意死球を与えた件で、ライトに3試合の出場停止処分を科し、また審判団に抗議し退場となった同監督のトニー・ラルーサにも1試合の出場停止処分を科した。ライトは処分に対し異議を申し立てた[333]。
- 20日
  - セントルイス・カージナルスのジョン・レスターがミルウォーキー・ブルワーズ戦で史上119人目（左投手としては30人目）となる通算200勝を達成[334]。
  - カンザスシティ・ロイヤルズのサルバドール・ペレスがクリーブランド・インディアンス戦でシーズン46本塁打を記録、ジョニー・ベンチの持つ捕手としてのシーズン最多本塁打記録を更新[335]。
- 21日
  - フィラデルフィア・フィリーズのイアン・ケネディがボルチモア・オリオールズ戦で史上631人目となる通算100勝を達成[336]。
- 23日
  - シカゴ・ホワイトソックスが2008年以来13年ぶり6回目のア・リーグ中地区優勝[337]。
  - セントルイス・カージナルスのアダム・ウェインライトがミルウォーキー・ブルワーズ戦で史上85人目（球団史上2人目）となる通算2000奪三振を達成[338]。
- 24日
  - セントルイス・カージナルスのヤディアー・モリーナがシカゴ・カブス戦で史上192人目（捕手としては8人目）となる通算400二塁打を達成[339]。
  - ボルチモア・オリオールズのセドリック・マリンズがオリオールズ史上初の30-30を達成した[340]。
  - セントルイス・カージナルスがダブルヘッダー第1戦のカブス戦に勝利し、連勝を13まで伸ばした[341]。同日のダブルヘッダー第2戦にも勝利し、連勝を14まで伸ばした。14連勝は1935年以来のことだった。[342]
  - トロント・ブルージェイズは28日からのロジャース・センターで開催されるオリオールズ戦とヤンキース戦で観客動員上限を最大3万人にすることを発表した[343]。
  - サンフランシスコ・ジャイアンツが球団史上2003年以来となる両リーグ最速でシーズン100勝を記録した[344]。
  - オークランド・アスレチックスのフランキー・モンタスが球団史上5人目となるシーズン200奪三振を記録した[345]。
- 25日
  - セントルイス・カージナルスが球団記録となる15連勝を記録[346]。
  - トロント・ブルージェイズのマーカス・セミエンがシーズン43本塁打を記録し、1973年のデービー・ジョンソンが記録した二塁手によるシーズン最多本塁打記録に並んだ[347]。
  - タンパベイ・レイズが2年連続4回目のア・リーグ東地区優勝[348]。
- 26日
  - ロサンゼルス・ドジャースがダイヤモンドバックス戦でシーズン100勝を達成した。また、コーリー・シーガーとトレイ・ターナーが揃って通算100本塁打を達成した[349]。
  - セントルイス・カージナルスが連勝記録を16連勝に伸ばした[350]。
  - アリゾナ・ダイヤモンドバックスのタイラー・クリッパードがロサンゼルス・ドジャース戦で史上53人目となる通算800試合登板を達成[351]。
  - ミルウォーキー・ブルワーズは引退を表明したライアン・ブラウンの引退セレモニーを行った[352]。同日3年ぶり4回目のナ・リーグ中地区優勝[353]。
- 27日
  - プレイヤー・オブ・ザ・ウィークが発表され、ア・リーグはヤンキースのジャンカルロ・スタントン、ナ・リーグはカージナルスのハリソン・ベイダーが受賞した[354]。
  - クリーブランド・インディアンスは本拠地でのシーズン最終戦だったが、2022年からはガーディアンズに改名するため、インディアンスとしては本拠地での最後の試合だった[355]。
- 28日
  - セントルイス・カージナルスが連勝記録を17に伸ばすと同時に、ポストシーズン進出を決めた[356]。
- 29日
  - トロント・ブルージェイズのマーカス・セミエンがヤンキース戦でゲリット・コールからシーズン44号本塁打を記録し、二塁手によるシーズン本塁打記録を更新した[357]。
  - カンザスシティ・ロイヤルズのサルバドール・ペレスがシーズン48号本塁打を記録し、2019年にホルヘ・ソラーが記録した球団個人シーズン本塁打に並ぶと同時に通算200本塁打を達成した[358]。
  - カンザスシティ・ロイヤルズのマイケル・A・テイラーが2023年までの2年契約で契約を延長した[359]。
  - サンフランシスコ・ジャイアンツが1905年以降では球団最多となるシーズン104勝を記録した[360]。
- 30日
  - アトランタ・ブレーブスが4年連続21回目のナ・リーグ東地区優勝[361]。
  - ヒューストン・アストロズが4年連続10回目のア・リーグ西地区優勝[362]。
- 30日
  - ニューヨーク・ヤンキースのアロルディス・チャップマンがトロント・ブルージェイズ戦で中継ぎ投手として史上13人目、かつ史上最速となる601投球回で通算1000奪三振を達成（従来の最速記録はクレイグ・キンブレルの612回投球回）[363]。

### 10月
- 1日
  - ロサンゼルス・ドジャースのケンリー・ジャンセンがミルウォーキー・ブルワーズ戦で史上13人目となる通算350セーブを達成[364]。
- 3日
  - サンフランシスコ・ジャイアンツが9年ぶり9回目のナ・リーグ西地区優勝[365]。
  - レギュラーシーズン全日程終了[366]。
- 5日
  - ボストン・レッドソックスの本拠地フェンウェイパークでニューヨーク・ヤンキース対ボストン・レッドソックスのワイルドカードゲーム（英語版）が開催され、レッドソックスがヤンキースに勝利し、アメリカンリーグディビジョンシリーズ進出を決めた[367]。
  - コロラド・ロッキーズはアントニオ・センザテラと5年5050万ドルで契約延長[368]。
- 6日
  - ロサンゼルス・ドジャースの本拠地ドジャー・スタジアムでセントルイス・カージナルス対ロサンゼルス・ドジャースのワイルドカードゲーム（英語版）が開催され、ドジャースがカージナルスにサヨナラ勝ちし、ナショナルリーグディビジョンシリーズ進出を決めた[369]。
  - サンディエゴ・パドレスは監督のジェイス・ティングラーの解任を発表[370]。
- 7日
  - アメリカンリーグディビジョンシリーズ開幕。
- 8日
  - ナショナルリーグディビジョンシリーズ開幕。
  - ボストン・レッドソックスのエンリケ・ヘルナンデスがタンパベイ・レイズとのディビジョンシリーズ第2戦でポストシーズン史上2人目となる1試合5安打かつ4長打を記録（2004年の松井秀喜以来）[371]。
- 11日
  - ボストン・レッドソックスがタンパベイ・レイズにディビジョンシリーズで勝利し、3年ぶりとなるアメリカンリーグチャンピオンシップシリーズ進出を決めた[372]。
- 12日
  - ヒューストン・アストロズがシカゴ・ホワイトソックスにディビジョンシリーズで勝利し、5年連続のリーグチャンピオンシップシリーズを進出を決めた[373]。
  - アトラン・ブレーブスがミルウォーキー・ブルワーズにディビジョンシリーズで勝利し、2年連続となるナショナルリーグチャンピオンシップシリーズ進出を決めた[374]。
- 14日
  - ロサンゼルス・ドジャースがサンフランシスコ・ジャイアンツにディビジョンシリーズで勝利し、2年連続となるリーグチャンピオンシップシリーズ進出を決めた[375]。
- 22日
  - ヒューストン・アストロズがボストン・レッドソックスとのリーグチャンピオンシップシリーズで勝利し、2年ぶり4回目のリーグ優勝とワールドシリーズ進出を決めた[376]。ALCSMVPはヨルダン・アルバレスが受賞[377]。
- 23日
  - アトランタ・ブレーブスがロサンゼルス・ドジャースにリーグチャンピオンシップシリーズで勝利し、22年ぶり18回目のリーグ優勝を果たし、ワールドシリーズ進出を決めた[378]。NLCSMVPにはエディ・ロザリオが選出。プエルトリコ出身選手史上9人目。また、ロザリオは1シリーズ14安打のMLB最多タイ記録を達成[379]。
- 25日
  - セントルイス・カージナルスは、解任したシルトに代わり第51代監督としてオリバー・マーモルの就任を発表[380]。
- 26日
  - ワールドシリーズ開幕[381]。
- 28日
  - MLB選手会はプレイヤー・オブ・ザ・イヤー、マービン・ミラー・マン・オブ・ザ・イヤー・アワード、アウトスタンディング・プレイヤー、アウトスタンディング・ピッチャー、アウトスタンディング・ルーキー、カムバック・プレイヤーを発表し、プレイヤー・オブ・ザ・イヤーとア・リーグアウトスタンディング・プレイヤーはエンゼルスの大谷翔平、マービン・ミラー・マン・オブ・ザ・イヤー・アワードはブルージェイズのマーカス・セミエン、ナ・リーグアウトスタンディング・プレイヤーはフィリーズのブライス・ハーパー、ア・リーグアウトスタンディング・ピッチャーはブルージェイズのロビー・レイ、ナ・リーグアウトスタンディング・ピッチャーはドジャースのマックス・シャーザー、ア・リーグアウトスタンディング・ルーキーはオリオールズのライアン・マウントキャッスル、ナ・リーグアウトスタンディング・ルーキーはジョナサン・インディア、ア・リーグカムバック・プレイヤーはオリオールズのトレイ・マンシーニ、ナ・リーグカムバック・プレイヤーはジャイアンツのバスター・ポージーが受賞した[382]。
  - スポーティングニュースは自社が毎年発表するプレイヤー・オブ・ザ・イヤー・アワード（英語版）、ルーキー・オブ・ザ・イヤー・アワード（英語版）、カムバック・プレイヤー・オブ・ザ・イヤー・アワード（英語版）、マネージャー・オブ・ザ・イヤー・アワード（英語版）、エグゼクティブ・オブ・ザ・イヤー・アワード（英語版）、オールスターの受賞者を発表した[383]。
- 31日
  - ヒューストン・アストロズのザック・グレインキーが代打出場し右前打。ワールドシリーズで投手が代打で安打を記録したのは1923年のジャック・ベントレー（英語版）（ジャイアンツ）以来、98年ぶり[384]。

### 11月
- 2日
  - アトランタ・ブレーブスは出産に立ち会うためエイーレ・アドリアンサがロースターから外れて、ヨハン・カマルゴがロースターに登録された[385]。
  - アトランタ・ブレーブスが4勝2敗でヒューストン・アストロズにワールドシリーズで勝利し、26年ぶり4度目のワールドシリーズ優勝を果たした[386]。MVPにはホルヘ・ソレアが選ばれた[387]。
- 3日
  - MLB選手会は全160名のFA選手を発表した[388]。
  - デトロイト・タイガースはシンシナティ・レッズとのトレードでタッカー・バーンハートを獲得[389]。
- 4日
  - サンフランシスコ・ジャイアンツのバスター・ポージーが家族との時間を優先するため現役引退を表明し、記者会見を開いた[390]。
  - シカゴ・カブスはシンシナティ・レッズからウェーバーにかけられていたウェイド・マイリーを獲得[391]。
- 7日
  - ゴールドグラブ賞受賞者を発表[392]。セントルイス・カージナルスはMLB史上初となる5人の受賞者を輩出[393]。
- 8日
  - 新人王候補、最優秀監督賞候補、サイ・ヤング賞候補、MVP候補が発表された[394]。
  - セントルイス・カージナルスはチームからFAとなっていたT.J.マクファーランドと1年契約で再契約を結んだ[395]。
- 9日
  - ハンク・アーロン賞受賞者が発表。ア・リーグはブルージェイズのブラディミール・ゲレーロ・ジュニア、ナ・リーグはフィリーズのブライス・ハーパーが受賞した[396]。
  - デトロイト・タイガースのジェイマー・キャンデラリオが2年連続で球団最優秀選手賞を受賞した[397]。
- 10日
  - 最優秀救援投手賞が発表。ア・リーグのマリアノ・リベラ賞はシカゴ・ホワイトソックスのリアム・ヘンドリックス、ナ・リーグのトレバー・ホフマン賞はミルウォーキー・ブルワーズのジョシュ・ベイダーが受賞した[398]。
  - オールMLBチームの候補が発表され、投票が開始された[399]。
  - ニューヨーク・ヤンキースはFAとなっていたジョエリー・ロドリゲスと再契約を結んだ[400]。
  - ジョク・ピーダーソンがポストシーズンで使っていた白いネックレスが野球殿堂博物館に寄贈された[401]。
- 11日
  - シルバースラッガー賞受賞者が発表[402]。
  - サンフランシスコ・ジャイアンツの植松泰良ブルペン捕手がコーチ補佐に昇格。MLBでのフルタイムの日本人コーチは初[403]。
- 12日
  - プラチナ・ゴールド・グラブ受賞者が発表され、アメリカンリーグはアストロズのカルロス・コレア、ナショナルリーグはカージナルスのアレナドが受賞した[404]。
- 13日
  - ミルウォーキー・ブルワーズは、エバン・レイフェルトとのトレードでタンパベイ・レイズからマイク・ブロッソーを獲得[405]。
  - コロラド・ロッキーズは、チームからFAとなっていたジョーリス・チャシーンと1年再契約で合意[406]。
- 14日
  - マイアミ・マーリンズは、後日発表選手または金銭トレードで、シンシナティ・レッズからルイス・ヘッドを獲得[407]。
- 15日
  - 全米野球記者協会は新人王を発表し[408]、アメリカンリーグはタンパベイ・レイズのランディ・アロサレーナ[409]、ナショナルリーグはレッズのジョナサン・インディアが受賞した[410]。
- 16日
  - 全米野球記者協会は最優秀監督賞を発表し[411]、ア・リーグはレイズのケビン・キャッシュ[412]、ナ・リーグはジャイアンツのゲープ・キャプラーが受賞した[413]。
  - デトロイト・タイガースはFAのエドゥアルド・ロドリゲスと5年7700万ドルの契約を結んだ[414]。
- 17日
  - 全米野球記者協会はサイ・ヤング賞受賞者を発表し[415]、ア・リーグはブルージェイズのロビー・レイ[416]、ナ・リーグはブルワーズのコービン・バーンズが受賞した[417]。
  - シアトル・マリナーズは、イチローの球団殿堂（英語版）入りを発表[418]。
  - クオリファイング・オファーの期限を迎え、該当14選手の中でブランドン・ベルトが唯一受諾した[419]。
  - トロント・ブルージェイズは、ホセ・ベリオスと7年1億3100万ドルで契約延長[420]。オプションとして一部球団に対するトレード拒否権と、2026年シーズン終了後に契約を破棄してFAになれるオプトアウトの権利が含まれる[421]。
- 18日
  - 全米野球記者協会はMVPを発表し[422]、ア・リーグはエンゼルスの大谷翔平[423]、ナ・リーグはフィリーズのブライス・ハーパーが受賞した[424]。
  - MLBはマイナーリーガーに家を提供することを発表した[425]。
  - コロラド・ロッキーズは、エリアス・ディアスと3年1450万ドルで契約延長[426]。
- 19日
  - カンザスシティ・ロイヤルズは新しいユニフォームを発表した[427]。
  - オークランド・アスレチックスはタンパベイ・レイズとの金銭トレードでブレント・ハニーウェル・ジュニアを獲得[428]。また、ニック・アレン、コディ・トーマス、ジョナ・ブライド、ホルヘ・フアン（英語版）、ジョーダン・ディアスとメジャー契約を結んだ[429]。
  - テキサス・レンジャーズは、クリス・ウッドウォード監督と2年契約延長[430]。
  - クリーブランド・インディアンスは正式にクリーブランド・ガーディアンズへ改称した[431]。
- 21日
  - ミルウォーキー・ブルワーズは、ボルチモア・オリオールズからFAのペドロ・セベリーノと1年190万ドルで契約合意[432]。
- 22日
  - カムバック賞が発表され[433]、ア・リーグはオリオールズのマンシーニ[434]、ナ・リーグはジャイアンツのポージーが受賞した[435]。
  - サンフランシスコ・ジャイアンツは同球団からFAのアンソニー・デスクラファニーと3年3600万ドルの再契約に合意[436]。
  - クリーブランド・インディアンスはマーリンズからFAとなっていたサンディ・レオンとマイナー契約を結び、2022年のスプリングトレーニングに招待選手として参加することになった一方、J.C.メヒアをミルウォーキー・ブルワーズと後日指名選手とのトレード、ハロルド・ラミレスをシカゴ・カブスで金銭トレードで放出した[437]。
- 23日
  - オールMLBチーム選出選手が発表された[438]。
- 27日
  - サンディエゴ・パドレスとシアトル・マリナーズ間でトレードが成立し、パドレスからマリナーズへアダム・フレイジャー、マリナーズからパドレスへレイ・カー、コリー・ロジエが移籍した[439]。
  - タンパベイ・レイズはワンダー・フランコと11年総額1億8200万ドルの大型契約を結んだ[440]。
  - ボストン・レッドソックスはメッツからFAとなっていたマイケル・ワカと単年契約を結んだ[441]。
- 29日
  - セントルイス・カージナルスはトロント・ブルージェイズからFAのスティーブン・マッツと4年4400万ドルの契約に合意[442]。
- 30日
  - シアトル・マリナーズはトロント・ブルージェイズからFAのロビー・レイと5年1億1500万ドルの契約に合意[443]。
  - トロント・ブルージェイズはサンフランシスコ・ジャイアンツからFAのケビン・ゴーズマンと5年1億1000万ドルの契約に合意[444]。
  - ニューヨーク・メッツはオークランド・アスレチックスからFAのスターリング・マルテと4年7800万ドルの契約に合意[445]。

### 12月
- 1日
  - テキサス・レンジャーズはロサンゼルス・ドジャースからFAのコーリー・シーガーとMLB史上6位タイの高額となる10年3億2500万ドルの契約に合意[446]。
  - テキサス・レンジャーズはトロント・ブルージェイズからFAのマーカス・セミエンと7年1億7500万ドルの契約に合意[447]。
  - デトロイト・タイガースはニューヨーク・メッツからFAのハビアー・バエズと6年1億4000万ドルの契約に合意[448]。
  - ニューヨーク・メッツはロサンゼルス・ドジャースからFAのマックス・シャーザーと3年1億3000万ドルの契約に合意。1年平均4000万ドル以上はMLB史上初[449]。
  - シカゴ・カブスはニューヨーク・メッツからFAのマーカス・ストローマンと3年7100万ドルの契約に合意[450]。
  - ロサンゼルス・ドジャースは同球団からFAのクリス・テイラーと4年6000万ドルの再契約に合意[451]。
  - テキサス・レンジャーズはコロラド・ロッキーズからFAのジョン・グレイと4年5600万ドルの契約に合意[452]。
  - マイアミ・マーリンズはミルウォーキー・ブルワーズからFAのアビサイル・ガルシアと4年5300万ドルの契約に合意[453]。
  - ミネソタ・ツインズはバイロン・バクストンと7年1億ドルで契約延長[454]。
  - サンディエゴ・パドレスは、福岡ソフトバンクホークスからFAのニック・マルティネスと4年2000万ドルで[455]、阪神タイガースからFAのロベルト・スアレスと1年契約で合意[456]。
- 2日
  - MLB機構と選手会の労使交渉が決裂したことによりロックアウト（英語版）を開始[457][458]。
- 9日
  - タンパベイ・レイズが年間最優秀球団を受賞[459]。
- 14日
  - ボルチモア・オリオールズの2022年のコーチ陣が発表[460]。
- 16日
  - タンパベイ・レイズのGMにピーター・ベンディクスが就任[461]。
  - ピッツバーグ・パイレーツの打撃コーチにアンディ・ハインズ（英語版）が就任[462]。
- 18日
  - ニューヨーク・メッツの新監督にバック・ショーウォルターが就任[463]。

## 試合結果

### レギュラーシーズン
| アメリカンリーグ | アメリカンリーグ               | アメリカンリーグ | アメリカンリーグ | アメリカンリーグ | アメリカンリーグ |        |        |        |        |        |        |        |        |        |
| 順               | チーム                         | 勝利             | 敗戦             | 勝率             | G差              |        |        |        |        |        |        |        |        |        |
| 東地区           | 東地区                         | 東地区           | 東地区           | 東地区           | 東地区           | 東地区 | 東地区 | 東地区 | 東地区 | 東地区 | 東地区 | 東地区 | 東地区 | 東地区 |
| ---------------- | ------------------------------ | ---------------- | ---------------- | ---------------- | ---------------- | ------ | ------ | ------ | ------ | ------ | ------ | ------ | ------ | ------ |
| 1                | (1)タンパベイ・レイズ          | 100              | 62               | .617             | -                |        |        |        |        |        |        |        |        |        |
| 2                | (4)ボストン・レッドソックス    | 92               | 70               | .568             | 8.0              |        |        |        |        |        |        |        |        |        |
| 3                | (5)ニューヨーク・ヤンキース    | 92               | 70               | .568             | 8.0              |        |        |        |        |        |        |        |        |        |
| 4                | トロント・ブルージェイズ       | 91               | 71               | .562             | 9.0              |        |        |        |        |        |        |        |        |        |
| 5                | ボルチモア・オリオールズ       | 52               | 110              | .321             | 48.0             |        |        |        |        |        |        |        |        |        |
| 中地区           |                                |                  |                  |                  |                  |        |        |        |        |        |        |        |        |        |
| 1                | (3)シカゴ・ホワイトソックス    | 93               | 69               | .574             | -                |        |        |        |        |        |        |        |        |        |
| 2                | クリーブランド・インディアンス | 80               | 82               | .494             | 13.0             |        |        |        |        |        |        |        |        |        |
| 3                | デトロイト・タイガース         | 77               | 85               | .475             | 16.0             |        |        |        |        |        |        |        |        |        |
| 4                | カンザスシティ・ロイヤルズ     | 74               | 88               | .457             | 19.0             |        |        |        |        |        |        |        |        |        |
| 5                | ミネソタ・ツインズ             | 73               | 89               | .451             | 20.0             |        |        |        |        |        |        |        |        |        |
| 西地区           |                                |                  |                  |                  |                  |        |        |        |        |        |        |        |        |        |
| 1                | (2)ヒューストン・アストロズ    | 95               | 67               | .586             | -                |        |        |        |        |        |        |        |        |        |
| 2                | シアトル・マリナーズ           | 90               | 72               | .556             | 5.0              |        |        |        |        |        |        |        |        |        |
| 3                | オークランド・アスレチックス   | 86               | 76               | .531             | 9.0              |        |        |        |        |        |        |        |        |        |
| 4                | ロサンゼルス・エンゼルス       | 77               | 85               | .475             | 18.0             |        |        |        |        |        |        |        |        |        |
| 5                | テキサス・レンジャーズ         | 60               | 102              | .370             | 35.0             |        |        |        |        |        |        |        |        |        |

| ナショナルリーグ | ナショナルリーグ                  | ナショナルリーグ | ナショナルリーグ | ナショナルリーグ | ナショナルリーグ |        |        |        |        |        |        |        |        |        |
| 順               | チーム                            | 勝利             | 敗戦             | 勝率             | G差              |        |        |        |        |        |        |        |        |        |
| 東地区           | 東地区                            | 東地区           | 東地区           | 東地区           | 東地区           | 東地区 | 東地区 | 東地区 | 東地区 | 東地区 | 東地区 | 東地区 | 東地区 | 東地区 |
| ---------------- | --------------------------------- | ---------------- | ---------------- | ---------------- | ---------------- | ------ | ------ | ------ | ------ | ------ | ------ | ------ | ------ | ------ |
| 1                | (3)アトランタ・ブレーブス         | 88               | 73               | .547             | -                |        |        |        |        |        |        |        |        |        |
| 2                | フィラデルフィア・フィリーズ      | 82               | 80               | .506             | 6.5              |        |        |        |        |        |        |        |        |        |
| 3                | ニューヨーク・メッツ              | 77               | 85               | .475             | 11.5             |        |        |        |        |        |        |        |        |        |
| 4                | マイアミ・マーリンズ              | 67               | 95               | .414             | 21.5             |        |        |        |        |        |        |        |        |        |
| 5                | ワシントン・ナショナルズ          | 65               | 97               | .401             | 23.5             |        |        |        |        |        |        |        |        |        |
| 中地区           |                                   |                  |                  |                  |                  |        |        |        |        |        |        |        |        |        |
| 1                | (2)ミルウォーキー・ブルワーズ     | 95               | 67               | .586             | -                |        |        |        |        |        |        |        |        |        |
| 2                | (5)セントルイス・カージナルス     | 90               | 72               | .556             | 5.0              |        |        |        |        |        |        |        |        |        |
| 3                | シンシナティ・レッズ              | 83               | 79               | .512             | 12.0             |        |        |        |        |        |        |        |        |        |
| 4                | シカゴ・カブス                    | 71               | 91               | .438             | 24.0             |        |        |        |        |        |        |        |        |        |
| 5                | ピッツバーグ・パイレーツ          | 61               | 101              | .377             | 34.0             |        |        |        |        |        |        |        |        |        |
| 西地区           |                                   |                  |                  |                  |                  |        |        |        |        |        |        |        |        |        |
| 1                | (1)サンフランシスコ・ジャイアンツ | 107              | 55               | .660             | -                |        |        |        |        |        |        |        |        |        |
| 2                | (4)ロサンゼルス・ドジャース       | 106              | 56               | .654             | 1.0              |        |        |        |        |        |        |        |        |        |
| 3                | サンディエゴ・パドレス            | 79               | 83               | .488             | 28.0             |        |        |        |        |        |        |        |        |        |
| 4                | コロラド・ロッキーズ              | 74               | 87               | .460             | 32.5             |        |        |        |        |        |        |        |        |        |
| 5                | アリゾナ・ダイヤモンドバックス    | 52               | 110              | .321             | 55.0             |        |        |        |        |        |        |        |        |        |

| アメリカンリーグ       | アメリカンリーグ               | アメリカンリーグ | アメリカンリーグ | アメリカンリーグ | アメリカンリーグ | アメリカンリーグ | アメリカンリーグ | アメリカンリーグ | アメリカンリーグ | アメリカンリーグ | アメリカンリーグ | アメリカンリーグ | アメリカンリーグ | アメリカンリーグ |
| 順                     | チーム                         | 地区             | 勝               | 敗               | 率               | 差               |                  |                  |                  |                  |                  |                  |                  |                  |
| 地区優勝               | 地区優勝                       | 地区優勝         | 地区優勝         | 地区優勝         | 地区優勝         | 地区優勝         | 地区優勝         | 地区優勝         | 地区優勝         | 地区優勝         | 地区優勝         | 地区優勝         | 地区優勝         | 地区優勝         |
| ---------------------- | ------------------------------ | ---------------- | ---------------- | ---------------- | ---------------- | ---------------- | ---------------- | ---------------- | ---------------- | ---------------- | ---------------- | ---------------- | ---------------- | ---------------- |
| 1                      | タンパベイ・レイズ             | 東               | 100              | 62               | .617             |                  |                  |                  |                  |                  |                  |                  |                  |                  |
| 2                      | ヒューストン・アストロズ       | 西               | 95               | 67               | .586             |                  |                  |                  |                  |                  |                  |                  |                  |                  |
| 3                      | シカゴ・ホワイトソックス       | 中               | 93               | 69               | .574             |                  |                  |                  |                  |                  |                  |                  |                  |                  |
| ワイルドカード         |                                |                  |                  |                  |                  |                  |                  |                  |                  |                  |                  |                  |                  |                  |
| 4                      | ボストン・レッドソックス       | 東               | 92               | 70               | .568             | 0.0              |                  |                  |                  |                  |                  |                  |                  |                  |
| 5                      | ニューヨーク・ヤンキース       | 東               | 92               | 70               | .568             | -                |                  |                  |                  |                  |                  |                  |                  |                  |
| レギュラーシーズン敗退 |                                |                  |                  |                  |                  |                  |                  |                  |                  |                  |                  |                  |                  |                  |
| 6                      | トロント・ブルージェイズ       | 東               | 91               | 71               | .562             | 1.0              |                  |                  |                  |                  |                  |                  |                  |                  |
| 7                      | シアトル・マリナーズ           | 西               | 90               | 72               | .556             | 2.0              |                  |                  |                  |                  |                  |                  |                  |                  |
| 8                      | オークランド・アスレチックス   | 西               | 86               | 76               | .531             | 6.0              |                  |                  |                  |                  |                  |                  |                  |                  |
| 9                      | クリーブランド・インディアンス | 中               | 80               | 82               | .494             | 12.0             |                  |                  |                  |                  |                  |                  |                  |                  |
| 10                     | デトロイト・タイガース         | 中               | 77               | 85               | .475             | 15.0             |                  |                  |                  |                  |                  |                  |                  |                  |
| 11                     | ロサンゼルス・エンゼルス       | 西               | 77               | 85               | .475             | 15.0             |                  |                  |                  |                  |                  |                  |                  |                  |
| 12                     | カンザスシティ・ロイヤルズ     | 中               | 74               | 88               | .457             | 18.0             |                  |                  |                  |                  |                  |                  |                  |                  |
| 13                     | ミネソタ・ツインズ             | 中               | 73               | 89               | .451             | 19.0             |                  |                  |                  |                  |                  |                  |                  |                  |
| 14                     | テキサス・レンジャーズ         | 西               | 60               | 102              | .370             | 32.0             |                  |                  |                  |                  |                  |                  |                  |                  |
| 15                     | ボルチモア・オリオールズ       | 東               | 52               | 110              | .321             | 40.0             |                  |                  |                  |                  |                  |                  |                  |                  |
| タイブレーク           |                                |                  |                  |                  |                  |                  |                  |                  |                  |                  |                  |                  |                  |                  |
| 1.                     |                                |                  |                  |                  |                  |                  |                  |                  |                  |                  |                  |                  |                  |                  |

| ナショナルリーグ       | ナショナルリーグ               | ナショナルリーグ | ナショナルリーグ | ナショナルリーグ | ナショナルリーグ | ナショナルリーグ | ナショナルリーグ | ナショナルリーグ | ナショナルリーグ | ナショナルリーグ | ナショナルリーグ | ナショナルリーグ | ナショナルリーグ | ナショナルリーグ |
| 順                     | チーム                         | 地区             | 勝               | 敗               | 率               | 差               |                  |                  |                  |                  |                  |                  |                  |                  |
| 地区優勝               | 地区優勝                       | 地区優勝         | 地区優勝         | 地区優勝         | 地区優勝         | 地区優勝         | 地区優勝         | 地区優勝         | 地区優勝         | 地区優勝         | 地区優勝         | 地区優勝         | 地区優勝         | 地区優勝         |
| ---------------------- | ------------------------------ | ---------------- | ---------------- | ---------------- | ---------------- | ---------------- | ---------------- | ---------------- | ---------------- | ---------------- | ---------------- | ---------------- | ---------------- | ---------------- |
| 1                      | サンフランシスコ・ジャイアンツ | 西               | 107              | 55               | .660             |                  |                  |                  |                  |                  |                  |                  |                  |                  |
| 2                      | ミルウォーキー・ブルワーズ     | 中               | 95               | 67               | .586             |                  |                  |                  |                  |                  |                  |                  |                  |                  |
| 3                      | アトランタ・ブレーブス         | 東               | 88               | 73               | .547             |                  |                  |                  |                  |                  |                  |                  |                  |                  |
| ワイルドカード         |                                |                  |                  |                  |                  |                  |                  |                  |                  |                  |                  |                  |                  |                  |
| 4                      | ロサンゼルス・ドジャース       | 西               | 106              | 56               | .654             | -16.0            |                  |                  |                  |                  |                  |                  |                  |                  |
| 5                      | セントルイス・カージナルス     | 中               | 90               | 72               | .556             | -                |                  |                  |                  |                  |                  |                  |                  |                  |
| レギュラーシーズン敗退 |                                |                  |                  |                  |                  |                  |                  |                  |                  |                  |                  |                  |                  |                  |
| 6                      | シンシナティ・レッズ           | 中               | 83               | 79               | .512             | 7.0              |                  |                  |                  |                  |                  |                  |                  |                  |
| 7                      | フィラデルフィア・フィリーズ   | 東               | 82               | 80               | .506             | 8.0              |                  |                  |                  |                  |                  |                  |                  |                  |
| 8                      | サンディエゴ・パドレス         | 西               | 79               | 83               | .488             | 11.0             |                  |                  |                  |                  |                  |                  |                  |                  |
| 9                      | ニューヨーク・メッツ           | 東               | 77               | 85               | .475             | 13.0             |                  |                  |                  |                  |                  |                  |                  |                  |
| 10                     | コロラド・ロッキーズ           | 西               | 74               | 87               | .460             | 15.5             |                  |                  |                  |                  |                  |                  |                  |                  |
| 11                     | シカゴ・カブス                 | 中               | 71               | 91               | .438             | 19.0             |                  |                  |                  |                  |                  |                  |                  |                  |
| 12                     | マイアミ・マーリンズ           | 東               | 67               | 95               | .414             | 23.0             |                  |                  |                  |                  |                  |                  |                  |                  |
| 13                     | ワシントン・ナショナルズ       | 東               | 65               | 97               | .401             | 25.0             |                  |                  |                  |                  |                  |                  |                  |                  |
| 14                     | ピッツバーグ・パイレーツ       | 中               | 61               | 101              | .377             | 29.0             |                  |                  |                  |                  |                  |                  |                  |                  |
| 15                     | アリゾナ・ダイヤモンドバックス | 西               | 52               | 110              | .321             | 38.0             |                  |                  |                  |                  |                  |                  |                  |                  |
| タイブレーク           |                                |                  |                  |                  |                  |                  |                  |                  |                  |                  |                  |                  |                  |                  |
|                        |                                |                  |                  |                  |                  |                  |                  |                  |                  |                  |                  |                  |                  |                  |

### オールスターゲーム
| 日付                                          | ビジター球団（先攻） | スコア | ホーム球団（後攻） | 開催球場             |
| --------------------------------------------- | -------------------- | ------ | ------------------ | -------------------- |
| 7月13日                                       | アメリカンリーグ     | 5-2    | ナショナルリーグ   | クアーズ・フィールド |
| MVP：ブラディミール・ゲレーロ・ジュニア (TOR) |                      |        |                    |                      |

### ポストシーズン
| |      |                |                |                |                |                |            |      |              |              |                  |                  |                  |                  |                  |                  |                  |                  |                  |                  |                  |                  |                  |  |  |  |  |  |  |  |  |  |  |  |
| | 5    | カージナルス   | カージナルス   | カージナルス   | カージナルス   | カージナルス   | 1          |      |              | 4            | ドジャース       | ドジャース       | ドジャース       | ドジャース       | ドジャース       | ドジャース       |                  |                  |                  |                  |                  |                  |                  |  |  |  |  |  |  |  |  |  |  |  |
| | 4    | ドジャース     | ドジャース     | ドジャース     | ドジャース     | ドジャース     | 3          |      |              | 0            | 9                | 0                | 7                | 2                |                  |                  |                  |                  |                  |                  |                  |                  |                  |  |  |  |  |  |  |  |  |  |  |  |
| | NLWC | NLWC           | NLWC           | NLWC           | NLWC           | NLWC           | NLWC       |      |              | 4            | 2                | 1                | 2                | 1                |                  |                  |                  |                  |                  |                  |                  |                  |                  |  |  |  |  |  |  |  |  |  |  |  |
| | NLWC | NLWC           | NLWC           | NLWC           | NLWC           | NLWC           | NLWC       | 1    | ジャイアンツ | ジャイアンツ | ジャイアンツ     | ジャイアンツ     | ジャイアンツ     | ジャイアンツ     | 4                | ドジャース       | ドジャース       | ドジャース       | ドジャース       | ドジャース       | ドジャース       |                  |                  |  |  |  |  |  |  |  |  |  |  |  |
| |      |                |                |                |                |                |            |      |              |              |                  |                  |                  |                  | 2                | 4                | 6                | 2                | 11               | 2                |                  |                  |                  |  |  |  |  |  |  |  |  |  |  |  |
| |      | 3              | 5              | 5              | 9              | 2              | 4          |      |              |              |                  |                  |                  |                  |                  |                  |                  |                  |                  |                  |                  |                  |                  |  |  |  |  |  |  |  |  |  |  |  |
| |      |                |                |                |                |                |            |      |              | 3            | ブレーブス       | ブレーブス       | ブレーブス       | ブレーブス       | ブレーブス       | ブレーブス       | 3                | ブレーブス       | ブレーブス       | ブレーブス       | ブレーブス       | ブレーブス       | ブレーブス       |  |  |  |  |  |  |  |  |  |  |  |
| |      |                | 1              | 3              | 3              | 5              |            |      |              | NLCS         | NLCS             | NLCS             | NLCS             | NLCS             | NLCS             | NLCS             |                  |                  |                  |                  |                  |                  |                  |  |  |  |  |  |  |  |  |  |  |  |
| |      |                | 2              | 0              | 0              | 4              |            |      |              | NLCS         | NLCS             | NLCS             | NLCS             | NLCS             | NLCS             | NLCS             |                  |                  |                  |                  |                  |                  |                  |  |  |  |  |  |  |  |  |  |  |  |
| | 2    | ブルワーズ     | ブルワーズ     | ブルワーズ     | ブルワーズ     | ブルワーズ     | ブルワーズ |      |              |              |                  |                  |                  |                  |                  |                  |                  |                  |                  |                  |                  |                  |                  |  |  |  |  |  |  |  |  |  |  |  |
| |      |                |                |                |                |                |            | NLDS | NLDS         | NLDS         | NLDS             | NLDS             | NLDS             | NLDS             | N3               | ブレーブス       | ブレーブス       | ブレーブス       | ブレーブス       | ブレーブス       | ブレーブス       |                  |                  |  |  |  |  |  |  |  |  |  |  |  |
| | 6    | 2              | 2              | 3              | 5              | 7              |            | NLDS | NLDS         | NLDS         | NLDS             | NLDS             | NLDS             | NLDS             |                  |                  |                  |                  |                  |                  |                  |                  |                  |  |  |  |  |  |  |  |  |  |  |  |
| |      |                |                |                |                |                |            |      | 2            | 7            | 0                | 2                | 9                | 0                |                  |                  |                  |                  |                  |                  |                  |                  |                  |  |  |  |  |  |  |  |  |  |  |  |
| | A2   | アストロズ     | アストロズ     | アストロズ     | アストロズ     | アストロズ     | アストロズ |      |              |              |                  |                  |                  |                  |                  |                  |                  |                  |                  |                  |                  |                  |                  |  |  |  |  |  |  |  |  |  |  |  |
| | 5    | ヤンキース     | ヤンキース     | ヤンキース     | ヤンキース     | ヤンキース     | 2          |      |              | 4            | レッドソックス   | レッドソックス   | レッドソックス   | レッドソックス   | レッドソックス   | レッドソックス   | ワールドシリーズ | ワールドシリーズ | ワールドシリーズ | ワールドシリーズ | ワールドシリーズ | ワールドシリーズ | ワールドシリーズ |  |  |  |  |  |  |  |  |  |  |  |
| | 4    | レッドソックス | レッドソックス | レッドソックス | レッドソックス | レッドソックス | 6          |      |              | 0            | 14               | 6                | 6                |                  |                  |                  | ワールドシリーズ | ワールドシリーズ | ワールドシリーズ | ワールドシリーズ | ワールドシリーズ | ワールドシリーズ | ワールドシリーズ |  |  |  |  |  |  |  |  |  |  |  |
| | ALWC | ALWC           | ALWC           | ALWC           | ALWC           | ALWC           | ALWC       |      |              | 5            | 6                | 4                | 5                |                  |                  |                  |                  |                  |                  |                  |                  |                  |                  |  |  |  |  |  |  |  |  |  |  |  |
| | ALWC | ALWC           | ALWC           | ALWC           | ALWC           | ALWC           | ALWC       | 1    | レイズ       | レイズ       | レイズ           | レイズ           | レイズ           | レイズ           | 4                | レッドソックス   | レッドソックス   | レッドソックス   | レッドソックス   | レッドソックス   | レッドソックス   |                  |                  |  |  |  |  |  |  |  |  |  |  |  |
| |      |                |                |                |                |                |            |      |              |              |                  |                  |                  |                  | 4                | 9                | 12               | 2                | 1                | 0                |                  |                  |                  |  |  |  |  |  |  |  |  |  |  |  |
| |      | 5              | 5              | 3              | 9              | 9              | 5          |      |              |              |                  |                  |                  |                  |                  |                  |                  |                  |                  |                  |                  |                  |                  |  |  |  |  |  |  |  |  |  |  |  |
| |      |                |                |                |                |                |            |      |              | 3            | ホワイトソックス | ホワイトソックス | ホワイトソックス | ホワイトソックス | ホワイトソックス | ホワイトソックス | 2                | アストロズ       | アストロズ       | アストロズ       | アストロズ       | アストロズ       | アストロズ       |  |  |  |  |  |  |  |  |  |  |  |
| |      |                | 1              | 4              | 12             | 1              |            |      |              | ALCS         | ALCS             | ALCS             | ALCS             | ALCS             | ALCS             | ALCS             |                  |                  |                  |                  |                  |                  |                  |  |  |  |  |  |  |  |  |  |  |  |
| |      |                | 6              | 9              | 6              | 10             |            |      |              | ALCS         | ALCS             | ALCS             | ALCS             | ALCS             | ALCS             | ALCS             |                  |                  |                  |                  |                  |                  |                  |  |  |  |  |  |  |  |  |  |  |  |
| | 2    | アストロズ     | アストロズ     | アストロズ     | アストロズ     | アストロズ     | アストロズ |      |              |              |                  |                  |                  |                  |                  |                  |                  |                  |                  |                  |                  |                  |                  |  |  |  |  |  |  |  |  |  |  |  |
| |      |                |                |                |                |                |            | ALDS |              |              |                  |                  |                  |                  |                  |                  |                  |                  |                  |                  |                  |                  |                  |  |  |  |  |  |  |  |  |  |  |  |
| |      |                |                |                |                |                |            |      |              |              |                  |                  |                  |                  |                  |                  |                  |                  |                  |                  |                  |                  |                  |  |  |  |  |  |  |  |  |  |  |  |
| - 対戦カードはレギュラーシーズンのシード順で決定される - チーム名の左の数字は、レギュラーシーズンの結果に基づいて決定されたシード順 - 各ラウンドの開催地は、ワイルドカードの1試合、5回戦の1・2・5戦、7回戦の1・2・6・7戦がシード上位のホームグラウンドとなる - ワールドシリーズはレギュラーシーズン成績上位がシード順上位扱いとなる |      |                |                |                |                |                |            |      |              |              |                  |                  |                  |                  |                  |                  |                  |                  |                  |                  |                  |                  |                  |  |  |  |  |  |  |  |  |  |  |  |

#### ワイルドカードプレーオフ

##### アメリカンリーグ
| 日付                           | 試合    | ビジター球団（先攻）     | スコア | ホーム球団（後攻）       | 開催球場             |
| ------------------------------ | ------- | ------------------------ | ------ | ------------------------ | -------------------- |
| 10月5日                        | 第1試合 | ニューヨーク・ヤンキース | 2-6    | ボストン・レッドソックス | フェンウェイ・パーク |
| 勝者：ボストン・レッドソックス |         |                          |        |                          |                      |

##### ナショナルリーグ
| 日付                           | 試合    | ビジター球団（先攻）       | スコア | ホーム球団（後攻）       | 開催球場             |
| ------------------------------ | ------- | -------------------------- | ------ | ------------------------ | -------------------- |
| 10月6日                        | 第1試合 | セントルイス・カージナルス | 1-3    | ロサンゼルス・ドジャース | ドジャー・スタジアム |
| 勝者：ロサンゼルス・ドジャース |         |                            |        |                          |                      |

#### ディビジョンシリーズ

##### アメリカンリーグ
タンパベイ・レイズ対ボストン・レッドソックス
| 日付                           | 試合    | ビジター球団（先攻）     | スコア | ホーム球団（後攻）       | 開催球場                 |
| ------------------------------ | ------- | ------------------------ | ------ | ------------------------ | ------------------------ |
| 10月07日                       | 第1試合 | ボストン・レッドソックス | 0-5    | タンパベイ・レイズ       | トロピカーナ・フィールド |
| 10月08日                       | 第2試合 | ボストン・レッドソックス | 14-6   | タンパベイ・レイズ       | トロピカーナ・フィールド |
| 10月10日                       | 第3試合 | タンパベイ・レイズ       | 4-6    | ボストン・レッドソックス | フェンウェイ・パーク     |
| 10月11日                       | 第4試合 | タンパベイ・レイズ       | 5-6    | ボストン・レッドソックス | フェンウェイ・パーク     |
| 勝者：ボストン・レッドソックス |         |                          |        |                          |                          |

ヒューストン・アストロズ対シカゴ・ホワイトソックス
| 日付                           | 試合           | ビジター球団（先攻）     | スコア         | ホーム球団（後攻）       | 開催球場                             |
| ------------------------------ | -------------- | ------------------------ | -------------- | ------------------------ | ------------------------------------ |
| 10月07日                       | 第1試合        | シカゴ・ホワイトソックス | 1-6            | ヒューストン・アストロズ | ミニッツメイド・パーク               |
| 10月08日                       | 第2試合        | シカゴ・ホワイトソックス | 4-9            | ヒューストン・アストロズ | ミニッツメイド・パーク               |
| 10月10日                       | 第3試合        | ヒューストン・アストロズ | 6-12           | シカゴ・ホワイトソックス | ギャランティード・レート・フィールド |
| 10月11日                       | 悪天候の為中止 | 悪天候の為中止           | 悪天候の為中止 | 悪天候の為中止           | ギャランティード・レート・フィールド |
| 10月12日                       | 第4試合        | ヒューストン・アストロズ | 10-1           | シカゴ・ホワイトソックス | ギャランティード・レート・フィールド |
| 勝者：ヒューストン・アストロズ |                |                          |                |                          |                                      |

##### ナショナルリーグ
サンフランシスコ・ジャイアンツ対ロサンゼルス・ドジャース
| 日付                           | 試合    | ビジター球団（先攻）           | スコア | ホーム球団（後攻）             | 開催球場             |
| ------------------------------ | ------- | ------------------------------ | ------ | ------------------------------ | -------------------- |
| 10月08日                       | 第1試合 | ロサンゼルス・ドジャース       | 0-4    | サンフランシスコ・ジャイアンツ | オラクル・パーク     |
| 10月09日                       | 第2試合 | ロサンゼルス・ドジャース       | 9-2    | サンフランシスコ・ジャイアンツ | オラクル・パーク     |
| 10月11日                       | 第3試合 | サンフランシスコ・ジャイアンツ | 1-0    | ロサンゼルス・ドジャース       | ドジャー・スタジアム |
| 10月12日                       | 第4試合 | サンフランシスコ・ジャイアンツ | 2-7    | ロサンゼルス・ドジャース       | ドジャー・スタジアム |
| 10月14日                       | 第5試合 | ロサンゼルス・ドジャース       | 2-1    | サンフランシスコ・ジャイアンツ | オラクル・パーク     |
| 勝者：ロサンゼルス・ドジャース |         |                                |        |                                |                      |

ミルウォーキー・ブルワーズ対アトランタ・ブレーブス
| 日付                         | 試合    | ビジター球団（先攻）       | スコア | ホーム球団（後攻）         | 開催球場                         |
| ---------------------------- | ------- | -------------------------- | ------ | -------------------------- | -------------------------------- |
| 10月08日                     | 第1試合 | アトランタ・ブレーブス     | 1-2    | ミルウォーキー・ブルワーズ | アメリカンファミリー・フィールド |
| 10月09日                     | 第2試合 | アトランタ・ブレーブス     | 3-0    | ミルウォーキー・ブルワーズ | アメリカンファミリー・フィールド |
| 10月11日                     | 第3試合 | ミルウォーキー・ブルワーズ | 0-3    | アトランタ・ブレーブス     | トゥルーイスト・パーク           |
| 10月12日                     | 第4試合 | ミルウォーキー・ブルワーズ | 4-5    | アトランタ・ブレーブス     | トゥルーイスト・パーク           |
| 勝者：アトランタ・ブレーブス |         |                            |        |                            |                                  |

#### リーグチャンピオンシップシリーズ

##### アメリカンリーグ
| 日付                                                                                  | 試合  | ビジター球団（先攻）     | スコア | ホーム球団（後攻）       | 開催球場               |
| ------------------------------------------------------------------------------------- | ----- | ------------------------ | ------ | ------------------------ | ---------------------- |
| 10月15日（金）                                                                        | 第1戦 | ボストン・レッドソックス | 4-5    | ヒューストン・アストロズ | ミニッツメイド・パーク |
| 10月16日（土）                                                                        | 第2戦 | ボストン・レッドソックス | 9-5    | ヒューストン・アストロズ | ミニッツメイド・パーク |
| 10月18日（月）                                                                        | 第3戦 | ヒューストン・アストロズ | 3-12   | ボストン・レッドソックス | フェンウェイ・パーク   |
| 10月19日（火）                                                                        | 第4戦 | ヒューストン・アストロズ | 9-2    | ボストン・レッドソックス | フェンウェイ・パーク   |
| 10月20日（水）                                                                        | 第5戦 | ヒューストン・アストロズ | 9-1    | ボストン・レッドソックス | フェンウェイ・パーク   |
| 10月22日（金）                                                                        | 第6戦 | ボストン・レッドソックス | 0-5    | ヒューストン・アストロズ | ミニッツメイド・パーク |
| 優勝：ヒューストン・アストロズ （2年ぶり4回目のリーグ優勝） MVP：ヨルダン・アルバレス |       |                          |        |                          |                        |

##### ナショナルリーグ
| 日付                                                                              | 試合  | ビジター球団（先攻）     | スコア | ホーム球団（後攻）       | 開催球場               |
| --------------------------------------------------------------------------------- | ----- | ------------------------ | ------ | ------------------------ | ---------------------- |
| 10月16日（土）                                                                    | 第1戦 | ロサンゼルス・ドジャース | 2-3    | アトランタ・ブレーブス   | トゥルーイスト・パーク |
| 10月17日（日）                                                                    | 第2戦 | ロサンゼルス・ドジャース | 4-5    | アトランタ・ブレーブス   | トゥルーイスト・パーク |
| 10月19日（火）                                                                    | 第3戦 | アトランタ・ブレーブス   | 5-6    | ロサンゼルス・ドジャース | ドジャー・スタジアム   |
| 10月20日（水）                                                                    | 第4戦 | アトランタ・ブレーブス   | 9-2    | ロサンゼルス・ドジャース | ドジャー・スタジアム   |
| 10月21日（木）                                                                    | 第5戦 | アトランタ・ブレーブス   | 2-11   | ロサンゼルス・ドジャース | ドジャー・スタジアム   |
| 10月23日（土）                                                                    | 第6戦 | ロサンゼルス・ドジャース | 2-4    | アトランタ・ブレーブス   | トゥルーイスト・パーク |
| 優勝：アトランタ・ブレーブス （22年ぶり18回目のリーグ優勝） MVP：エディ・ロザリオ |       |                          |        |                          |                        |

### ワールドシリーズ
| 日付                                                                       | 試合   | ビジター球団（先攻）     | スコア | ホーム球団（後攻）       | 開催球場               |
| -------------------------------------------------------------------------- | ------ | ------------------------ | ------ | ------------------------ | ---------------------- |
| 10月26日（火）                                                             | 第1戦  | アトランタ・ブレーブス   | 6-2    | ヒューストン・アストロズ | ミニッツメイド・パーク |
| 10月27日（水）                                                             | 第2戦  | アトランタ・ブレーブス   | 2-7    | ヒューストン・アストロズ | ミニッツメイド・パーク |
| 10月29日（金）                                                             | 第3戦  | ヒューストン・アストロズ | 0-2    | アトランタ・ブレーブス   | トゥルーイスト・パーク |
| 10月30日（土）                                                             | 第4戦  | ヒューストン・アストロズ | 2-3    | アトランタ・ブレーブス   | トゥルーイスト・パーク |
| 10月31日（日）                                                             | 第5戦  | ヒューストン・アストロズ | 9-5    | アトランタ・ブレーブス   | トゥルーイスト・パーク |
| 11月01日（月）                                                             | 移動日 | 移動日                   | 移動日 | 移動日                   | 移動日                 |
| 11月02日（火）                                                             | 第6戦  | アトランタ・ブレーブス   | 7-0    | ヒューストン・アストロズ | ミニッツメイド・パーク |
| 優勝：アトランタ・ブレーブス（4勝2敗 / 26年ぶり4回目） MVP：ホルヘ・ソレア |        |                          |        |                          |                        |

## 個人タイトル
| 打者成績         | 打者成績                           | 打者成績         | 打者成績         | 打者成績                         | 打者成績         | 打者成績         |
| アメリカンリーグ | アメリカンリーグ                   | アメリカンリーグ | アメリカンリーグ | ナショナルリーグ                 | ナショナルリーグ | ナショナルリーグ |
| 項目             | 選手                               | 選手             | 記録             | 選手                             | 選手             | 記録             |
| ---------------- | ---------------------------------- | ---------------- | ---------------- | -------------------------------- | ---------------- | ---------------- |
| 首位打者         | ユリ・グリエル                     | HOU              | .319             | トレイ・ターナー                 | LAD              | .328             |
| 最多本塁打       | サルバドール・ペレス               | KC               | 48               | フェルナンド・タティス・ジュニア | SD               | 42               |
| 最多本塁打       | ブラディミール・ゲレーロ・ジュニア | TOR              |                  | フェルナンド・タティス・ジュニア | SD               |                  |
| 最多打点         | サルバドール・ペレス               | KC               | 121              | アダム・デュバル                 | ATL              | 113              |
| 最多盗塁         | ウィット・メリフィールド           | KC               | 40               | トレイ・ターナー                 | LAD              | 32               |
| 投手成績         |                                    |                  |                  |                                  |                  |                  |
| アメリカンリーグ | アメリカンリーグ                   | アメリカンリーグ | アメリカンリーグ | ナショナルリーグ                 | ナショナルリーグ | ナショナルリーグ |
| 項目             | 選手                               | 選手             | 記録             | 選手                             | 選手             | 記録             |
| 最多勝利         | ゲリット・コール                   | NYY              | 16               | フリオ・ウリアス                 | LAD              | 20               |
| 最優秀防御率     | ロビー・レイ                       | TOR              | 2.84             | コービン・バーンズ               | MIL              | 2.43             |
| 最多奪三振       | ロビー・レイ                       | TOR              | 248              | ザック・ウィーラー               | PHI              | 247              |
| 最多セーブ投手   | リアム・ヘンドリックス             | CWS              | 38               | マーク・マランソン               | SD               | 39               |

## 表彰

### プレイヤー・オブ・ザ・マンス
| プレイヤー・オブ・ザ・マンス | プレイヤー・オブ・ザ・マンス | プレイヤー・オブ・ザ・マンス | プレイヤー・オブ・ザ・マンス     | プレイヤー・オブ・ザ・マンス |
| 月                           | アメリカンリーグ             | アメリカンリーグ             | ナショナルリーグ                 | ナショナルリーグ             |
| ---------------------------- | ---------------------------- | ---------------------------- | -------------------------------- | ---------------------------- |
| 4月                          | バイロン・バクストン         | MIN                          | ロナルド・アクーニャ・ジュニア   | ATL                          |
| 5月                          | マーカス・セミエン           | TOR                          | フェルナンド・タティス・ジュニア | SD                           |
| 6月                          | 大谷翔平                     | LAA                          | カイル・シュワーバー             | WSH                          |
| 7月                          | 大谷翔平                     | LAA                          | ジョーイ・ボット                 | CIN                          |
| 8月                          | ホセ・アブレイユ             | CWS                          | C.J.クロン                       | COL                          |
| 9月                          | カイル・タッカー             | HOU                          | タイラー・オニール               | STL                          |

### ピッチャー・オブ・ザ・マンス
| ピッチャー・オブ・ザ・マンス | ピッチャー・オブ・ザ・マンス | ピッチャー・オブ・ザ・マンス | ピッチャー・オブ・ザ・マンス | ピッチャー・オブ・ザ・マンス |
| 月                           | アメリカンリーグ             | アメリカンリーグ             | ナショナルリーグ             | ナショナルリーグ             |
| ---------------------------- | ---------------------------- | ---------------------------- | ---------------------------- | ---------------------------- |
| 4月                          | ゲリット・コール             | NYY                          | ジェイコブ・デグロム         | NYM                          |
| 5月                          | リッチ・ヒル                 | TB                           | ケビン・ゴーズマン           | SF                           |
| 6月                          | ショーン・マネイア           | OAK                          | ジェイコブ・デグロム         | NYM                          |
| 7月                          | ジェイムソン・タイヨン       | NYY                          | ウォーカー・ビューラー       | LAD                          |
| 8月                          | ロビー・レイ                 | TOR                          | アダム・ウェインライト       | STL                          |
| 9月                          | フランキー・モンタス         | OAK                          | マックス・フリード           | ATL                          |

### リリーバー・オブ・ザ・マンス
| リリーバー・オブ・ザ・マンス | リリーバー・オブ・ザ・マンス | リリーバー・オブ・ザ・マンス | リリーバー・オブ・ザ・マンス | リリーバー・オブ・ザ・マンス |
| 月                           | アメリカンリーグ             | アメリカンリーグ             | ナショナルリーグ             | ナショナルリーグ             |
| ---------------------------- | ---------------------------- | ---------------------------- | ---------------------------- | ---------------------------- |
| 4月                          | マット・バーンズ             | BOS                          | マーク・マランソン           | SD                           |
| 5月                          | リアム・ヘンドリックス       | CWS                          | ライアン・テペラ             | CHC                          |
| 6月                          | ルー・トリビーノ             | OAK                          | ジョシュ・ヘイダー           | MIL                          |
| 7月                          | ライセル・イグレシアス       | LAA                          | ジェイク・マギー             | SF                           |
| 8月                          | エマヌエル・クラセ           | CLE                          | デビン・ウィリアムズ         | MIL                          |
| 9月                          | リアム・ヘンドリックス       | CWS                          | カミロ・ドバル               | SF                           |

### ルーキー・オブ・ザ・マンス
| ルーキー・オブ・ザ・マンス | ルーキー・オブ・ザ・マンス   | ルーキー・オブ・ザ・マンス | ルーキー・オブ・ザ・マンス | ルーキー・オブ・ザ・マンス |
| 月                         | アメリカンリーグ             | アメリカンリーグ           | ナショナルリーグ           | ナショナルリーグ           |
| -------------------------- | ---------------------------- | -------------------------- | -------------------------- | -------------------------- |
| 4月                        | ヤーミン・メルセデス         | CWS                        | トレバー・ロジャース       | MIA                        |
| 5月                        | アドリス・ガルシア           | TEX                        | トレバー・ロジャース       | MIA                        |
| 6月                        | ライアン・マウントキャッスル | BAL                        | パトリック・ウィズダム     | CHC                        |
| 7月                        | エリック・ハース             | DET                        | ジョナサン・インディア     | CIN                        |
| 8月                        | ボビー・ダルベック           | BOS                        | フランク・シュウィンデル   | CHC                        |
| 9月                        | アレク・マノア               | TOR                        | フランク・シュウィンデル   | CHC                        |

### 全米野球記者協会（BBWAA）表彰
| 項目         | アメリカンリーグ       | アメリカンリーグ | ナショナルリーグ       | ナショナルリーグ |
| ------------ | ---------------------- | ---------------- | ---------------------- | ---------------- |
| MVP          | 大谷翔平               | LAA              | ブライス・ハーパー     | PHI              |
| サイヤング賞 | ロビー・レイ           | TOR              | コービン・バーンズ     | MIL              |
| 最優秀新人賞 | ランディ・アロサレーナ | TB               | ジョナサン・インディア | CIN              |
| 最優秀監督賞 | ケビン・キャッシュ     | TB               | ゲーブ・キャプラー     | SF               |

### ゴールドグラブ賞
| ゴールドグラブ賞 | ゴールドグラブ賞             | ゴールドグラブ賞 | ゴールドグラブ賞           | ゴールドグラブ賞 |
| 守備位置         | アメリカンリーグ             | アメリカンリーグ | ナショナルリーグ           | ナショナルリーグ |
| ---------------- | ---------------------------- | ---------------- | -------------------------- | ---------------- |
| 投手             | ダラス・カイケル             | CWS              | マックス・フリード         | ATL              |
| 捕手             | ショーン・マーフィー         | OAK              | ジェイコブ・スタリングス   | PIT              |
| 一塁手           | ユリ・グリエル               | HOU              | ポール・ゴールドシュミット | STL              |
| 二塁手           | マーカス・セミエン           | TOR              | トミー・エドマン           | STL              |
| 三塁手           | マット・チャップマン         | OAK              | ノーラン・アレナド         | STL              |
| 遊撃手           | カルロス・コレア             | HOU              | ブランドン・クロフォード   | SF               |
| 左翼手           | アンドリュー・ベニンテンディ | KC               | タイラー・オニール         | STL              |
| 中堅手           | マイケル・A・テイラー        | KC               | ハリソン・ベイダー         | STL              |
| 右翼手           | ジョーイ・ギャロ             | NYY              | アダム・デュバル           | ATL              |

### プラチナ・ゴールド・グラブ賞
| プラチナ・ゴールド・グラブ賞 | プラチナ・ゴールド・グラブ賞 | プラチナ・ゴールド・グラブ賞 | プラチナ・ゴールド・グラブ賞 | プラチナ・ゴールド・グラブ賞 | プラチナ・ゴールド・グラブ賞 |
| アメリカンリーグ             | アメリカンリーグ             | アメリカンリーグ             | ナショナルリーグ             | ナショナルリーグ             | ナショナルリーグ             |
| ---------------------------- | ---------------------------- | ---------------------------- | ---------------------------- | ---------------------------- | ---------------------------- |
| カルロス・コレア             | 遊撃手                       | HOU                          | ノーラン・アレナド           | 三塁手                       | STL                          |

### シルバースラッガー賞
| シルバースラッガー賞 | シルバースラッガー賞               | シルバースラッガー賞 | シルバースラッガー賞             | シルバースラッガー賞 |
| 守備位置             | アメリカンリーグ                   | アメリカンリーグ     | ナショナルリーグ                 | ナショナルリーグ     |
| -------------------- | ---------------------------------- | -------------------- | -------------------------------- | -------------------- |
| 投手                 | -                                  | -                    | マックス・フリード               | ATL                  |
| 捕手                 | サルバドール・ペレス               | KC                   | バスター・ポージー               | SF                   |
| 一塁手               | ブラディミール・ゲレーロ・ジュニア | TOR                  | フレディ・フリーマン             | ATL                  |
| 二塁手               | マーカス・セミエン                 | TOR                  | オジー・アルビーズ               | ATL                  |
| 三塁手               | ラファエル・デバース               | BOS                  | オースティン・ライリー           | ATL                  |
| 遊撃手               | ザンダー・ボガーツ                 | BOS                  | フェルナンド・タティス・ジュニア | SD                   |
| 外野手               | テオスカー・ヘルナンデス           | TOR                  | ブライス・ハーパー               | PHI                  |
| 外野手               | アーロン・ジャッジ                 | NYY                  | フアン・ソト                     | WSH                  |
| 外野手               | セドリック・マリンズ               | BAL                  | ニック・カステヤノス             | CIN                  |
| 指名打者             | 大谷翔平                           | LAA                  | -                                | -                    |

### オールMLBチーム
| オールMLBチーム | オールMLBチーム                    | オールMLBチーム  | オールMLBチーム          | オールMLBチーム |
| 守備位置        | ファーストチーム                   | ファーストチーム | セカンドチーム           | セカンドチーム  |
| --------------- | ---------------------------------- | ---------------- | ------------------------ | --------------- |
| 先発投手        | マックス・シャーザー               | LAD              | 大谷翔平                 | LAA             |
| 先発投手        | コービン・バーンズ                 | MIL              | フリオ・ウリアス         | LAD             |
| 先発投手        | ウォーカー・ビューラー             | LAD              | ケビン・ゴーズマン       | SF              |
| 先発投手        | ロビー・レイ                       | TOR              | マックス・フリード       | ATL             |
| 先発投手        | ゲリット・コール                   | NYY              | ザック・ウィーラー       | PHI             |
| 救援投手        | ジョシュ・ヘイダー                 | MIL              | ライセル・イグレシアス   | LAA             |
| 救援投手        | リアム・ヘンドリックス             | CWS              | ケンリー・ジャンセン     | LAD             |
| 捕手            | サルバドール・ペレス               | KC               | バスター・ポージー       | SF              |
| 一塁手          | ブラディミール・ゲレーロ・ジュニア | TOR              | フレディ・フリーマン     | ATL             |
| 二塁手          | マーカス・セミエン                 | TOR              | オジー・アルビーズ       | ATL             |
| 三塁手          | オースティン・ライリー             | ATL              | ラファエル・デバース     | BOS             |
| 遊撃手          | フェルナンド・タティス・ジュニア   | SD               | トレイ・ターナー         | LAD             |
| 外野手          | フアン・ソト                       | WSH              | ニック・カステヤノス     | CIN             |
| 外野手          | ブライス・ハーパー                 | PHI              | カイル・タッカー         | HOU             |
| 外野手          | アーロン・ジャッジ                 | NYY              | テオスカー・ヘルナンデス | TOR             |
| 指名打者        | 大谷翔平                           | LAA              | ヨルダン・アルバレス     | HOU             |

### フィールディング・バイブル・アワード
| フィールディング・バイブル・アワード | フィールディング・バイブル・アワード | フィールディング・バイブル・アワード |
| 守備位置                             | 受賞者                               | 受賞者                               |
| ------------------------------------ | ------------------------------------ | ------------------------------------ |
| 投手                                 | ダラス・カイケル                     | CWS                                  |
| 捕手                                 | ジェイコブ・スタリングス             | PIT                                  |
| 一塁手                               | ポール・ゴールドシュミット           | STL                                  |
| 二塁手                               | ウィット・メリフィールド             | KC                                   |
| 三塁手                               | ケブライアン・ヘイズ                 | PIT                                  |
| 遊撃手                               | カルロス・コレア                     | HOU                                  |
| 左翼手                               | タイラー・オニール                   | STL                                  |
| 中堅手                               | マイケル・A・テイラー                | KC                                   |
| 右翼手                               | アーロン・ジャッジ                   | NYY                                  |
| マルチポジション                     | エンリケ・ヘルナンデス               | BOS                                  |

### その他表彰
| 項目                     | アメリカンリーグ                          | ナショナルリーグ            |
| ------------------------ | ----------------------------------------- | --------------------------- |
| カムバック賞             | トレイ・マンシーニ（BAL）                 | バスター・ポージー（SF）    |
| ハンク・アーロン賞       | ブラディミール・ゲレーロ・ジュニア（TOR） | ブライス・ハーパー（PHI）   |
| 最優秀救援投手賞         | リアム・ヘンドリックス（CWS）             | ジョシュ・ヘイダー（MIL）   |
| エドガー・マルティネス賞 | 大谷翔平（LAA）                           |                             |
| ロベルト・クレメンテ賞   | ネルソン・クルーズ（TB)/(MIN）            |                             |
| ベーブ・ルース賞         |                                           | フレディ・フリーマン（ATL） |
| ウォーレン・スパーン賞   |                                           | フリオ・ウリアス（LAD）     |
| ハート＆ハッスル賞       |                                           | オジー・アルビーズ（ATL）   |
| ハッチ賞                 | 受賞者なし                                | 受賞者なし                  |
| ルー・ゲーリック賞       | サルバドール・ペレス（KC）                |                             |
| トニー・コニグリアロ賞   | トレイ・マンシーニ（BAL）                 |                             |

| Topps All-Star Rookie teams 2021 | Topps All-Star Rookie teams 2021 | Topps All-Star Rookie teams 2021 |
| 守備位置                         | 選手                             | 選手                             |
| -------------------------------- | -------------------------------- | -------------------------------- |
| 捕手                             | タイラー・スティーブンソン       | CIN                              |
| 一塁手                           | ライアン・マウントキャッスル     | BAL                              |
| 二塁手                           | ジョナサン・インディア           | CIN                              |
| 三塁手                           | パトリック・ウィズダム           | CHC                              |
| 遊撃手                           | ワンダー・フランコ               | TB                               |
| 外野手                           | ランディ・アロサレーナ           | TB                               |
| 外野手                           | ホセ・アドリス・ガルシア         | TEX                              |
| 外野手                           | ディラン・カールソン             | STL                              |
| 右投手                           | ルイス・ガルシア                 | HOU                              |
| 左投手                           | トレバー・ロジャース             | MIA                              |
| 救援投手                         | エマヌエル・クラセ               | CLE                              |

### アメリカ野球殿堂表彰者
- BBWAA選出　※8年ぶり9度目の該当者なし
- ベテランズ委員会選出

## 引退
- 1月3日 - フィル・ヒューズ
- 1月14日 - ダニー・ハルツェン
- 2月1日 - ダスティン・ペドロイア
- 2月3日 - ジョシュ・フェグリー
- 2月14日 - ジャレッド・ヒューズ
- 2月16日 - ネイト・オルフ
- 2月17日 - コディ・アレン
- 2月18日 - ブライアン・ドージャー
- 2月26日 - ケルビン・ヘレーラ
- 3月9日 - ベン・ゾブリスト
- 3月13日 - ニック・マーケイキス
- 3月25日 - ジオ・ゴンザレス
- 4月3日 - タイ・バトリー
- 4月3日 - デボン・トラビス
- 4月18日 - ジェイ・ブルース
- 4月20日 - ニール・ウォーカー[139]
- 4月27日 - ヘクター・ロンドン
- 4月28日 - ジェリー・ブレビンス[146]
- 5月11日 - ジョーダン・ジマーマン[169]
- 5月14日 - タイラー・フラワーズ[174]
- 6月22日 - ディラン・コーゼンズ
- 6月26日 - トニー・カンパーナ
- 7月4日 - ウェリントン・カスティーヨ
- 7月16日 - ドリュー・ロビンソン
- 8月11日 - クリス・デービス
- 8月18日 - クリス・ジョンソン[294]
- 8月19日 - ネイト・ジョーンズ
- 9月14日 - ライアン・ブラウン
- 9月19日 - アレックス・アビラ（シーズン限り）
- 10月2日 - ブランドン・スナイダー
- 10月26日 - バッバ・スターリング
- 11月4日 - バスター・ポージー[390]
- 11月12日 - ショーン・カズマー・ジュニア（英語版）[480]
- 11月24日 - ウェイド・デービス[481]
- 12月5日 - クリスチャン・コローン[482]
- 12月11日 - アンドリュー・ロマイン[483]
- 12月29日 - カイル・シーガー[484]